# Parc zoologique de Paris
Le parc zoologique de Paris, anciennement parc zoologique du bois de Vincennes,, familièrement appelé zoo de Vincennes,, est un parc zoologique français de 14,5 hectares, faisant partie du Muséum national d'histoire naturelle, situé dans l'ouest du bois de Vincennes, attenant au 12e arrondissement de Paris. Conçu en 1934, en complément de la ménagerie du Jardin des plantes, ce zoo a pour vocation l'observation du comportement animal en captivité et la reproduction d'espèces menacées pour être réintroduites dans leurs milieux d'origine.
Dès son ouverture, il est remarqué pour son grand rocher artificiel, haut de 65 m, décor emblématique visible de loin et par la suite intégré dans le logotype du parc. Au XXIe siècle le parc, devenu vétuste et trop exigu pour ses pensionnaires selon les critères modernes du respect des animaux, a été fermé pour rénovation du 30 novembre 2008 au 12 avril 2014. Les enclos ont été entièrement revus et regroupés selon cinq thématiques de grands milieux naturels (ou biozones). Les travaux ont permis de les mettre aux normes modernes pour assurer le confort des animaux, la sécurité du public et l'intérêt muséologique, tout en portant une attention accrue au respect de l'environnement dans le parc.
Fin 2024, le parc présente 3 419 animaux de 275 espèces : vertébrés (mammifères, oiseaux, reptiles et amphibiens) ou non (arthropodes, mollusques…).
Comme la ménagerie du Jardin des plantes et la réserve zoologique de la Haute-Touche, le parc zoologique de Paris a longtemps été géré par la chaire d'éthologie du Muséum ; lors de la réorganisation du Muséum en 2001, il fut rattaché au « département des jardins botaniques et zoologiques » et depuis 2017 au département « Adaptations du vivant » qui gère plus de 3 500 animaux vivants. Membre permanent de l'Association européenne des zoos et aquariums (EAZA), il s'engage dans la conservation ex situ en participant à des programmes d’élevage européens pour les espèces menacées (EEP), dont il en coordonne cinq. Il est également membre de l'Association mondiale des zoos et aquariums (WAZA).
En 2015, avec plus de 900 000 visiteurs par an, ce zoo était l'un des cinq parcs zoologiques les plus fréquentés de France.

### Gestion du nouveau parc

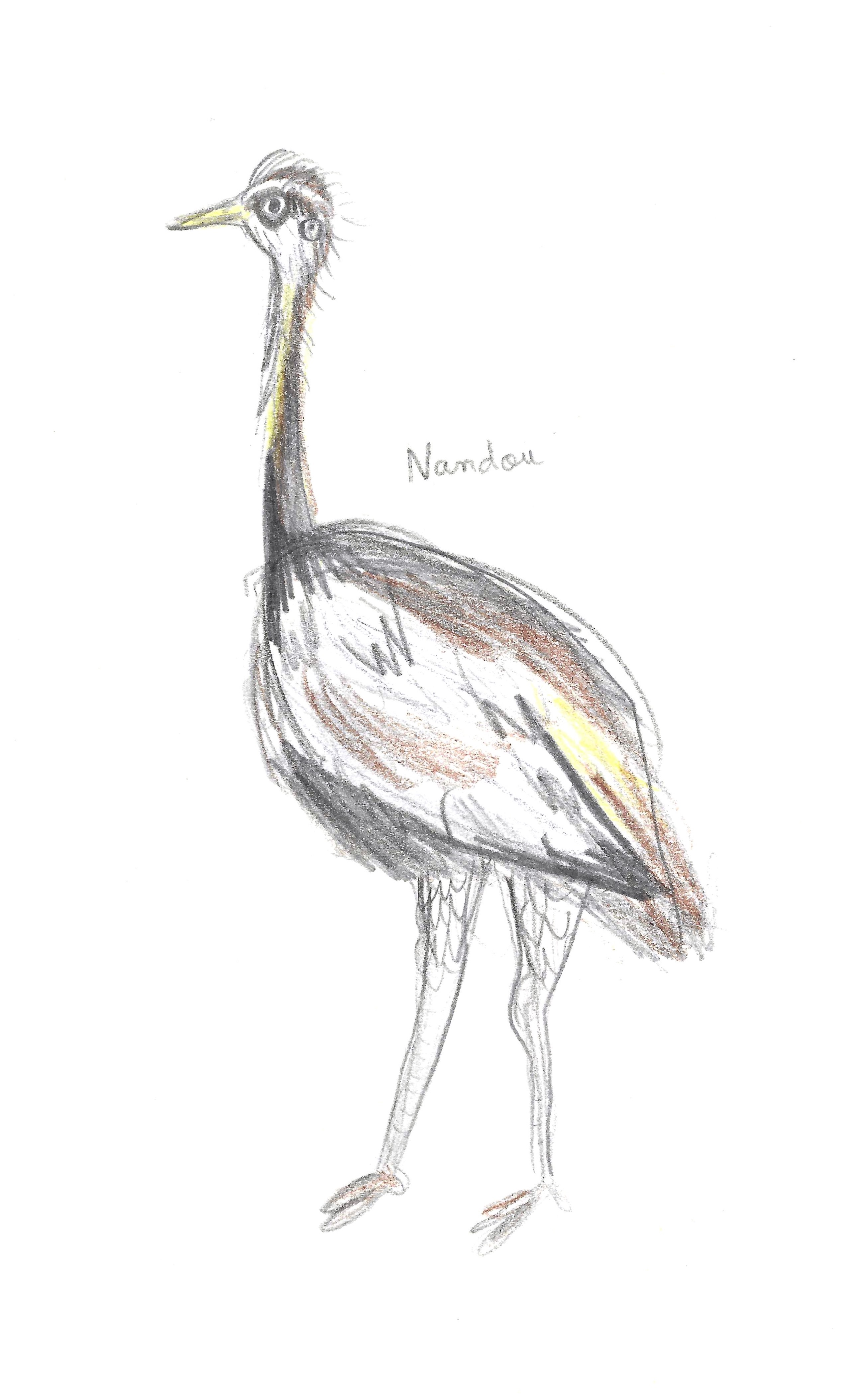
Dessin de nandou fait à partir d'un des spécimens du parc zoologique de Paris.

## Histoire

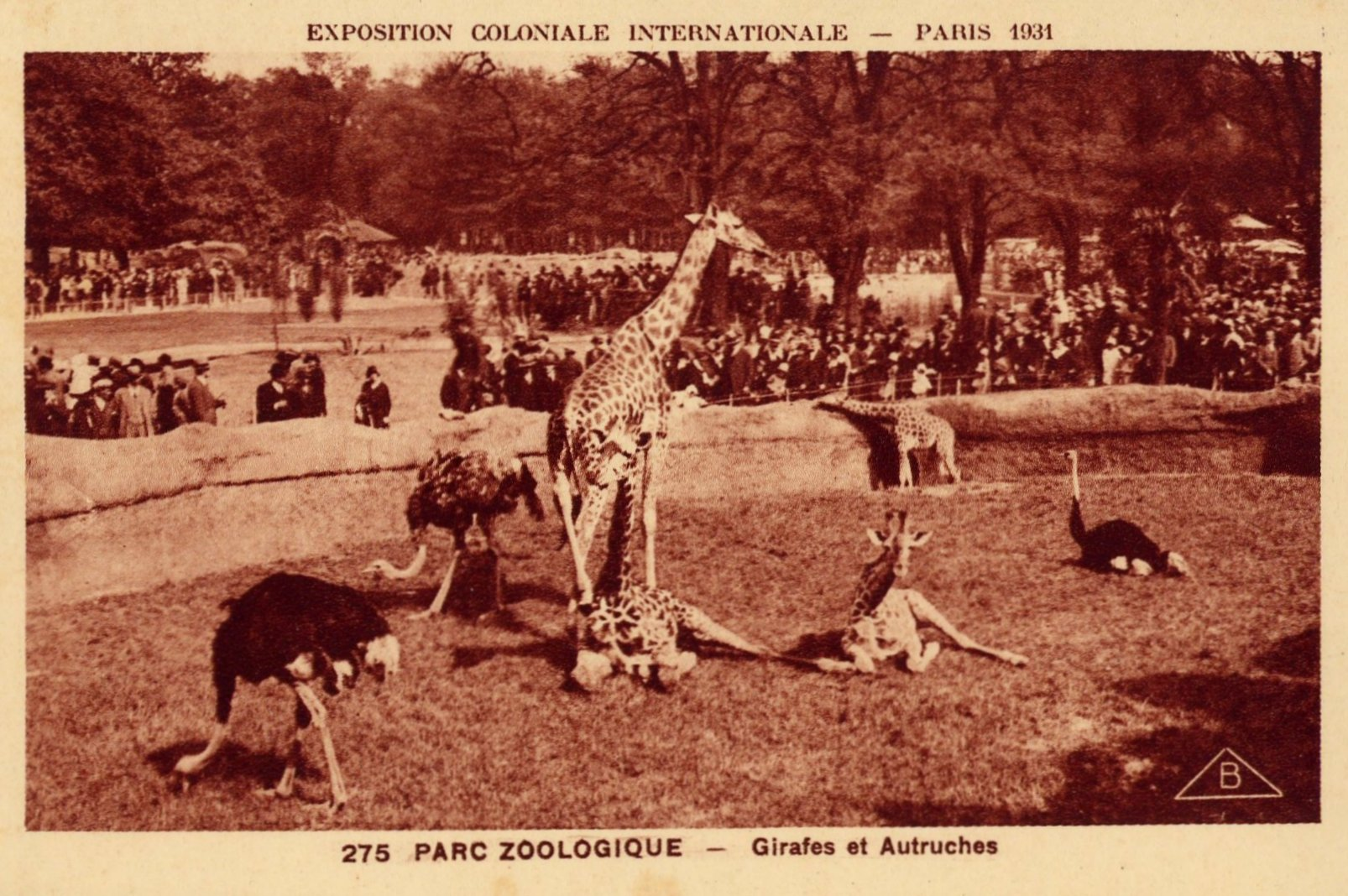
Enclos des girafes et des autruches, lors de l'exposition coloniale internationale de 1931.

Isidore Geoffroy Saint-Hilaire, directeur du Muséum national d'histoire naturelle préconise en 1860 la création d'une annexe de la ménagerie du Muséum située au Jardin des plantes, pour y étudier le comportement des animaux. Auparavant le botaniste Gabriel Thouin et ultérieurement le zoologue Edmond Perrier ont envisagé pour cette extension soit le site voisin des halles aux vins,, soit celui plus éloigné du Jardin d'acclimatation, où selon les termes de la concession, ce sont des « animaux utiles » (pour la plupart domestiques) qui doivent y être présentés. Une loi du 7 juillet 1860 accorde au Muséum seize hectares du bois de Vincennes, parcelle que la Couronne venait de céder à la Ville de Paris. Le Muséum en fait une réserve végétale et animale (semis et élevages) mais le projet de zoo reste dans les cartons, faute d'argent. C'est à l'occasion de l'exposition coloniale de 1931, qu'un « zoo temporaire » est ouvert, dans le cadre de l'exposition, pour répondre à la curiosité du public pour les « animaux exotiques ». Dirigé par Henry Thétard, il reçoit plus de cinq millions de personnes entre le 10 mai et 15 novembre 1931. Une fois l'exposition terminée, il est décidé d'installer un zoo définitif sur un autre site du bois de Vincennes, à l'emplacement actuel.
Le zoo a fêté ses 80 ans le 2 juin 2014.

### Liste des dirigeants
- 1934-1946 : Achille Urbain
- 1946-1976 : Jacques Nouvel
- 1976-1988 : François Doumenge
- 1988-1989 : Jean Rinjard
- 1990-1995 : Jean-Jacques Petter
- 1995-2000 : Maryvonne Leclerc-Cassan
- 2000-2006 : Claude-Anne Gauthier
- 2006-2007 : Bruno Lassalle
- 2008-2010 : Christine Morrier
- 2010-2012 : Thierry Le Bec (intérim)
- 2012-2017 : Sophie Ferreira Le Morvan
- Depuis 2018 : Pierre-Yves Bureau

### Parc zoologique du Bois de Vincennes (1932-2008)

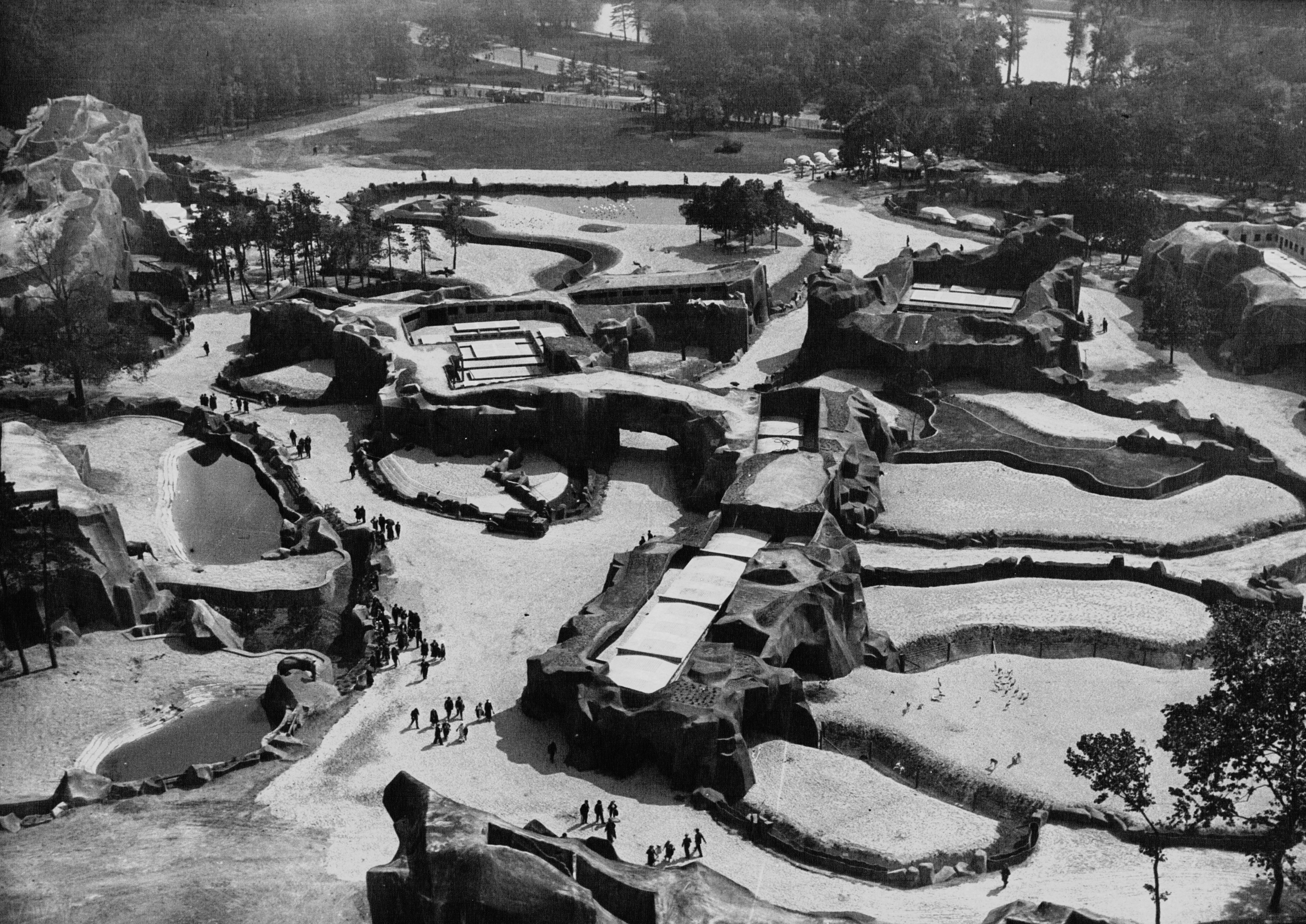
Vue aérienne du zoo en 1934.

Le « Parc zoologique du bois de Vincennes » est conçu par le géologue Paul Lemoine, directeur du Muséum national d'histoire naturelle de 1932 à 1936, en accord avec la ville de Paris. Celui-ci l'avait imaginé bien avant sa nomination en tant que directeur du Muséum en décembre 1931.
Le parc est construit par Charles Letrosne, architecte des bâtiments civils et des palais nationaux, selon l'exemple du zoo de Hambourg de Carl Hagenbeck, un modèle innovant pour l'époque qui visait à présenter les animaux sans cages, sur des plateaux, dans des fossés et des enrochements de manière à ne pas les séparer du public par des barreaux. Les loges intérieures de nombreux animaux pouvaient aussi être visitées par le public. Le parc est inauguré le 2 juin 1934 par le président de la République, alors Albert Lebrun.

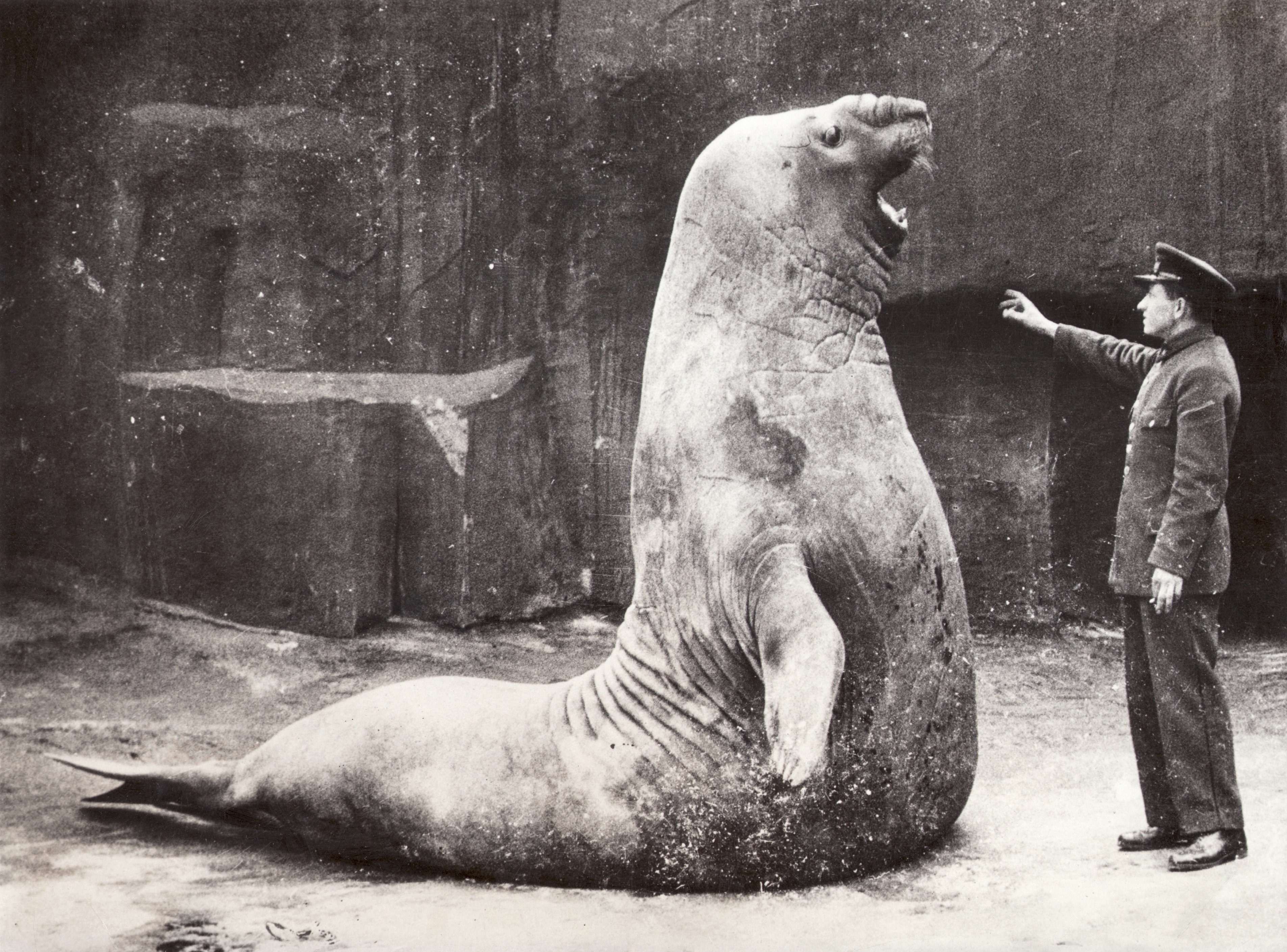
L'éléphant de mer Goliath avec son soigneur et dresseur en 1936.

Très vite, il connaît un grand succès auprès des Parisiens, qui peuvent y admirer une faune originale et spectaculaire, dans un cadre plus naturel que celui des anciennes ménageries, et comprenant des espèces alors peu connues et encore jamais vues en captivité, comme l'éléphant de mer.
Ses installations lui ont permis d'héberger de nombreux animaux, surtout des grands mammifères. Le zoo a obtenu de grands succès dans la reproduction de l'éléphant d'Asie, de la girafe du Kordofan et de l'okapi, tous trois menacés d'extinction dans la nature, ainsi que d'une multitude de félins, d'ours, d'antilopes et de cervidés. Il a également présenté des espèces très rares en captivité, telles que le kouprey (un spécimen de 1936 à 1940, seul à avoir été élevé en Europe), l'éléphant de mer (le spécimen Goliath y a vécu une trentaine d'années), le rhinocéros indien et le panda géant. Deux mâles de cette espèce, offerts en 1973 par le Premier ministre chinois Zhou Enlai au Président Georges Pompidou, dans le cadre des relations diplomatiques entre la Chine et la France, y ont vécu ; l'un d'eux, Li Li, est mort peu de temps après son arrivée ; l'autre, Yen Yen, y a vécu jusqu'à sa propre mort en 2000, soit 27 ans, ce qui représente une des plus longues durées de vie pour cette espèce en captivité.

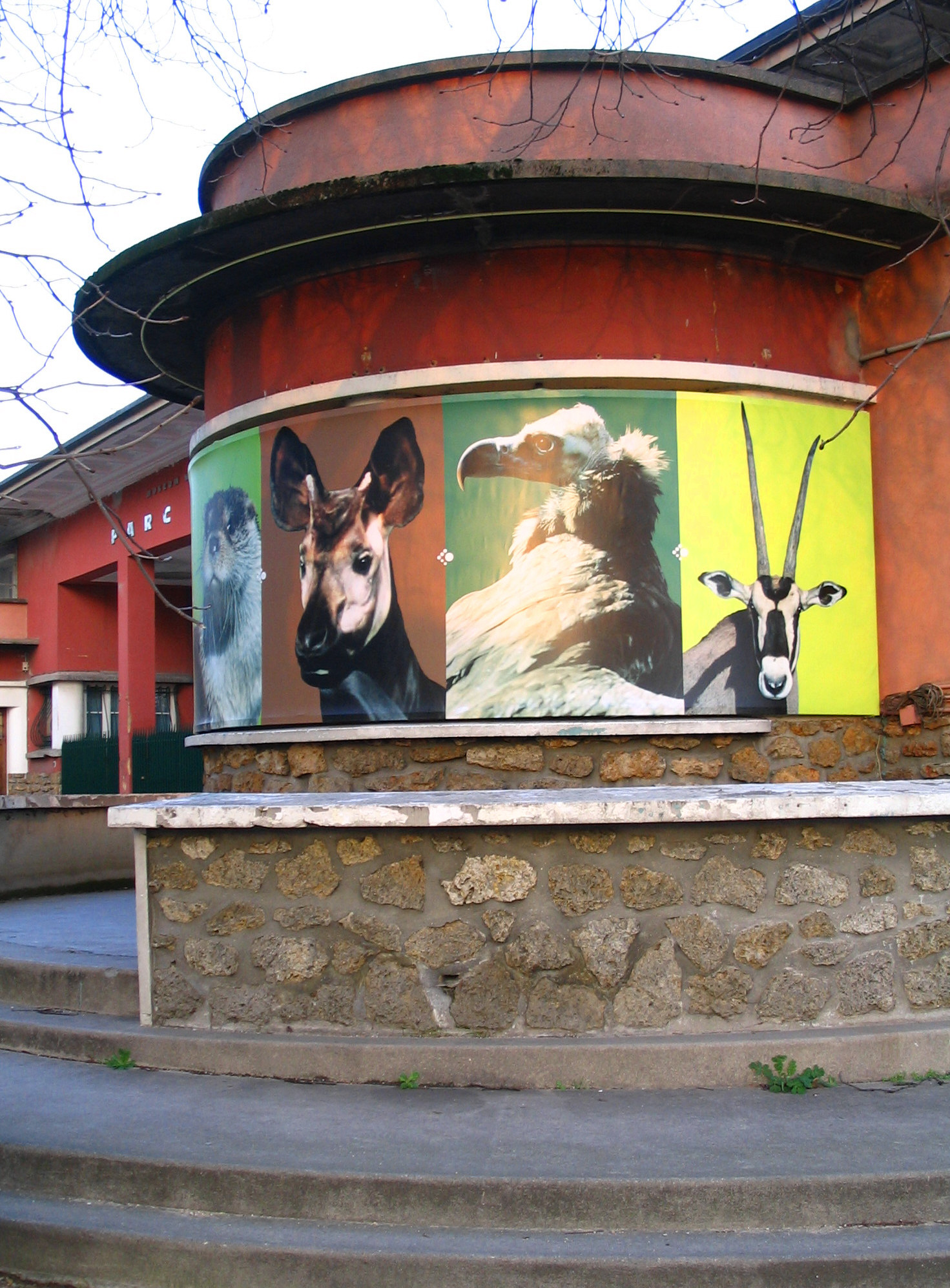
Entrée Art déco côté Porte Dorée détruite en 2012, alors que l'entrée Saint-Mandé a en revanche été restaurée.

Toutefois, le zoo n'a jamais présenté beaucoup d'espèces animales de petite taille, faute d'installations adaptées, et ce malgré la construction de quelques volières et l'ouverture d'une maison des lémuriens en 1986, où des groupes de lémuriens nocturnes, souvent rares, évoluaient dans une obscurité artificielle. Cette installation n'a jamais eu d'équivalent en France, et n'en a pas beaucoup ailleurs dans le monde.
À partir des années 1980, les installations du zoo, tels que les enclos et faux rochers constitués de treillis métalliques enduits de béton, qui avaient été conçus dans les années 1930 pour une durée de 50 ans, se sont trouvés dégradés par le vieillissement. Faute d'entretien, ils se sont effrités et sont devenus dangereux. Le Grand Rocher, symbole emblématique du parc, qui domine le bois de Vincennes, a alors été fermé plusieurs années. Conçu à l'origine pour abriter des animaux alpins, il fut surdimensionné pour recevoir deux réservoirs d'eau potable, les loges des mouflons, des escaliers et l'ascenseur le plus rapide d'Europe en 1934, avec une vitesse de 3 m à la seconde. En 1993, le gouvernement débloqua des crédits en urgence pour sa rénovation, tandis que d'autres installations furent fermées au public au début des années 2000, certains animaux (éléphants, félins, rhinocéros, ours) étant déplacés hors du zoo.

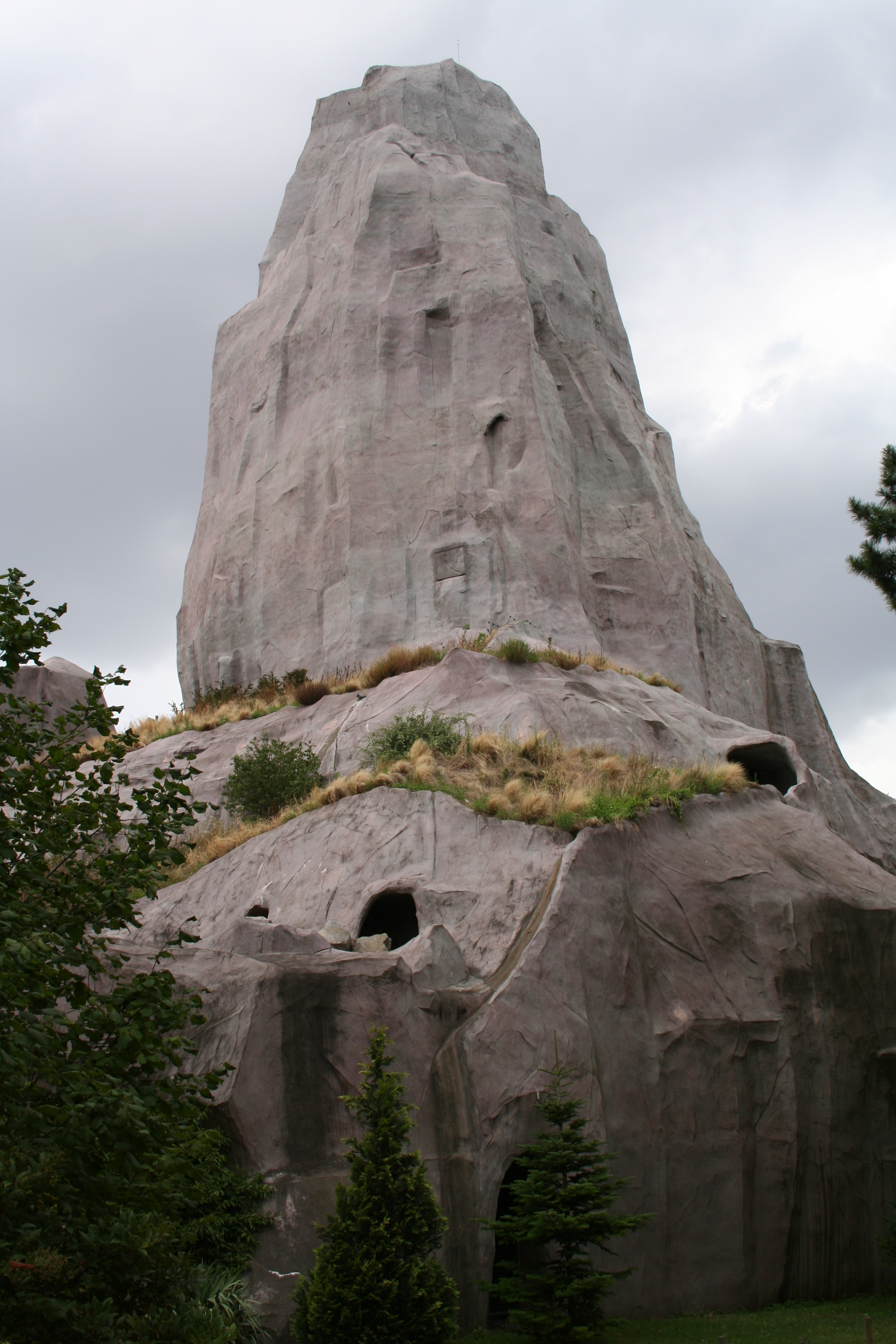
Le Grand Rocher en 2006, déjà restauré en 1993.

Le zoo de Vincennes voyait par ailleurs sa fréquentation diminuer depuis la fin du XXe siècle:  300 000 visiteurs en 2005, contre 600 000 en 2004, 800 000 en 2003, 950 000 en 1996, 1 000 000 en 1991, 1 000 000 en 1984 et 1 500 000 en 1968.
En 2004, la dégradation des installations est si visible, que des élus se mobilisent. Laurent Lafon, maire de Vincennes et conseiller régional d'Ile-de-France, lance le « Mouvement de soutien populaire en faveur du zoo de Vincennes », une pétition qui recueille des milliers de signatures en vue d'attirer l'attention des ministres sur la nécessité de rénover le zoo, menacé de fermeture pour non-conformité. En septembre 2004, L. Lafon soulève à nouveau la question du devenir de l'établissement, dans une tribune du quotidien Le Monde,. En décembre 2004, à l'Assemblée nationale, un député du Val-de-Marne, Patrick Beaudouin, interpelle à ce sujet François d'Aubert, Ministre délégué à la recherche.
Peu après, 500 000 euros sont débloqués en urgence pour les travaux de première nécessité sur les réseaux de gaz et d'électricité et sur le rocher des girafes. En 2005, le Gouvernement consacre un million d'euros à l'accueil des animaux et du public et 1,2 million supplémentaires à la volière des lémuriens et à l'accueil de nouveaux pensionnaires. Cela permet de lancer enfin la rénovation du zoo, qui entraînera sa fermeture en novembre 2008 pour 5 ans et demi.
Le coût global des travaux, qui ont débuté au premier trimestre 2007, était estimé entre 120 et 130 millions d'euros, pour une dépense finale de 167 millions. Ce plan de rénovation a fait de l'établissement une « référence mondiale », comme l'affirme Allain Bougrain-Dubourg, président du comité scientifique.

### Fermeture (2008-2014)
Les fonds publics manquant, un partenariat public-privé est mis en place pour financer le chantier. Des acteurs privés (principalement Bouygues Construction et la Caisse d'épargne) assurent le financement à 94 % (soit 157 millions d'euros), en échange d'un loyer de 15 millions d'euros par an à verser pendant 25 ans, correspondant approximativement au surcroît de recettes généré par l'augmentation des tarifs des entrées. Ce partenariat revient à reverser une partie des recettes du zoo public à des acteurs privés, mais n'affecte pas le statut et les missions du personnel et des chercheurs associés, ni les missions de service public du parc (recherche, protection des espèces).
Par ailleurs, le cabinet d'architecte choisi s'est engagé à lier développement durable et respect de la condition animale, en présentant les animaux dans leurs biotopes. Ainsi, « le visiteur deviendra l'invité de l'animal qu'il rencontrera dans son univers reconstitué ». Le principe du nouveau zoo n'est plus de montrer le plus possible d'animaux, mais de valoriser leur présentation dans leur biotope : européen, guyanais, malgache, africain et patagonien, selon le choix qui fut arrêté, conforme aux origines de la majorité des pensionnaires du zoo.
Les travaux proprement dits ont duré deux ans et demi, les animaux étant déplacés pendant ce temps soit à l'intérieur du périmètre du zoo (girafes), soit dans d'autres établissements du Muséum comme la ménagerie du Jardin des plantes de Paris, le Centre d'écologie générale de Brunoy, le parc zoologique de Clères ou la réserve zoologique de la Haute-Touche à Obterre, soit encore dans d'autres zoos partenaires (Montpellier, Édimbourg, Dublin, Moscou...).
Les animaux ont été réinstallés au fur et à mesure de l'achèvement des enclos, volières et serre.

### Renouveau

Vue aérienne en 2018.

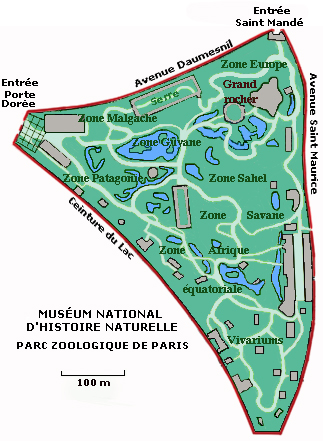
Plan du Parc zoologique de Paris

.Le nouveau « Parc zoologique de Paris » ouvre au public le 12 avril 2014. C'est le seul zoo au monde à avoir été entièrement reconstruit, à l'exception de l'entrée de Saint-Mandé, désormais fermée, du Grand Rocher, de la volière des vautours et des îlots des primates de la zone Guyane-Madagascar.

## Parc zoologique de Paris

### Cinq biozones
Le nombre d'animaux a été porté à 3 419 de 275 espèces, fin 2024.
À la réouverture, le parc comptait initialement 1 000 animaux d'environ 180 espèces, dont 74 d'oiseaux, 42 de mammifères, 21 de reptiles, 17 d'amphibiens, 15 de poissons et 11 d'insectes et d'arachnides, regroupées dans cinq biozones : 
- Afrique–Sahel : 44 espèces animales sur 45 215 m2 ;
- Madagascar : 30 espèces animales sur 9 655 m2.
- Amazonie–Guyane : 67 espèces animales sur 12 530 m2 ;
- Patagonie : 7 espèces animales sur 16 570 m2.
- Europe : 28 espèces animales sur 10 800 m2 ;

Le zoo comporte également :
- une serre tropicale de 4 000 m2 et 16 m de haut ;
- la grande volière de 2 000 m2 qui évoque le delta d'un fleuve africain, parmi une vingtaine de volières, dont la grande volière d'origine qui accueille des rapaces.

Il est alors initialement prévu que des drones volent aussi dans le parc et les enclos, permettant ainsi de visualiser le point de vue de l'animal, et que certains animaux soient équipés de colliers-caméra à des fins scientifiques.
D'autres biozones, Afrique équatoriale et éventuellement Australie, réalisées sous la seule maîtrise d'ouvrage du Muséum, devraient être développées ultérieurement sur la zone des « clairières » à l'Est, en excluant donc seulement l'Asie qui, avec l'Océanie, est déjà présentée de manière complémentaire dans la ménagerie du Jardin des plantes et dans la réserve zoologique de la Haute-Touche, avec des animaux comme le panda roux, la panthère nébuleuse, le casoar à casque ou la panthère des neiges dans la ménagerie et  comme le markhor, le cerf d'Eld, le cerf du père David, l'émeu d'Australie, le cygne noir à la Haute-Touche.

#### Biozone Patagonie
- Dolichotis patagonum
- Guanaco
- Manchot de Humboldt
- Nandou de Darwin
- Otarie à crinière
- Otarie à fourrure australe
- Pudu puda
- Puma
- Vigogne

Avant la rénovation
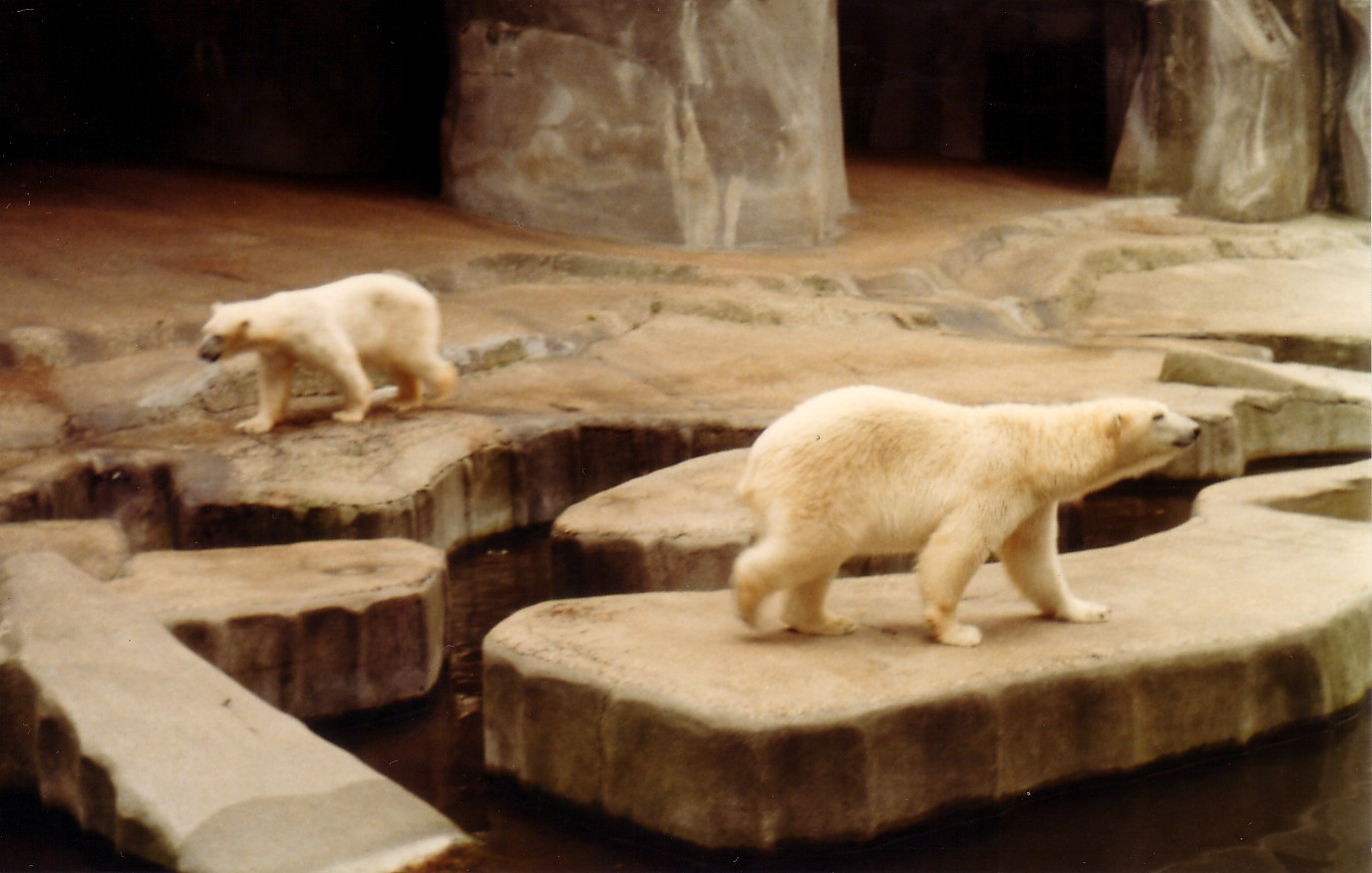
Enclos des ours blancs en 1978.
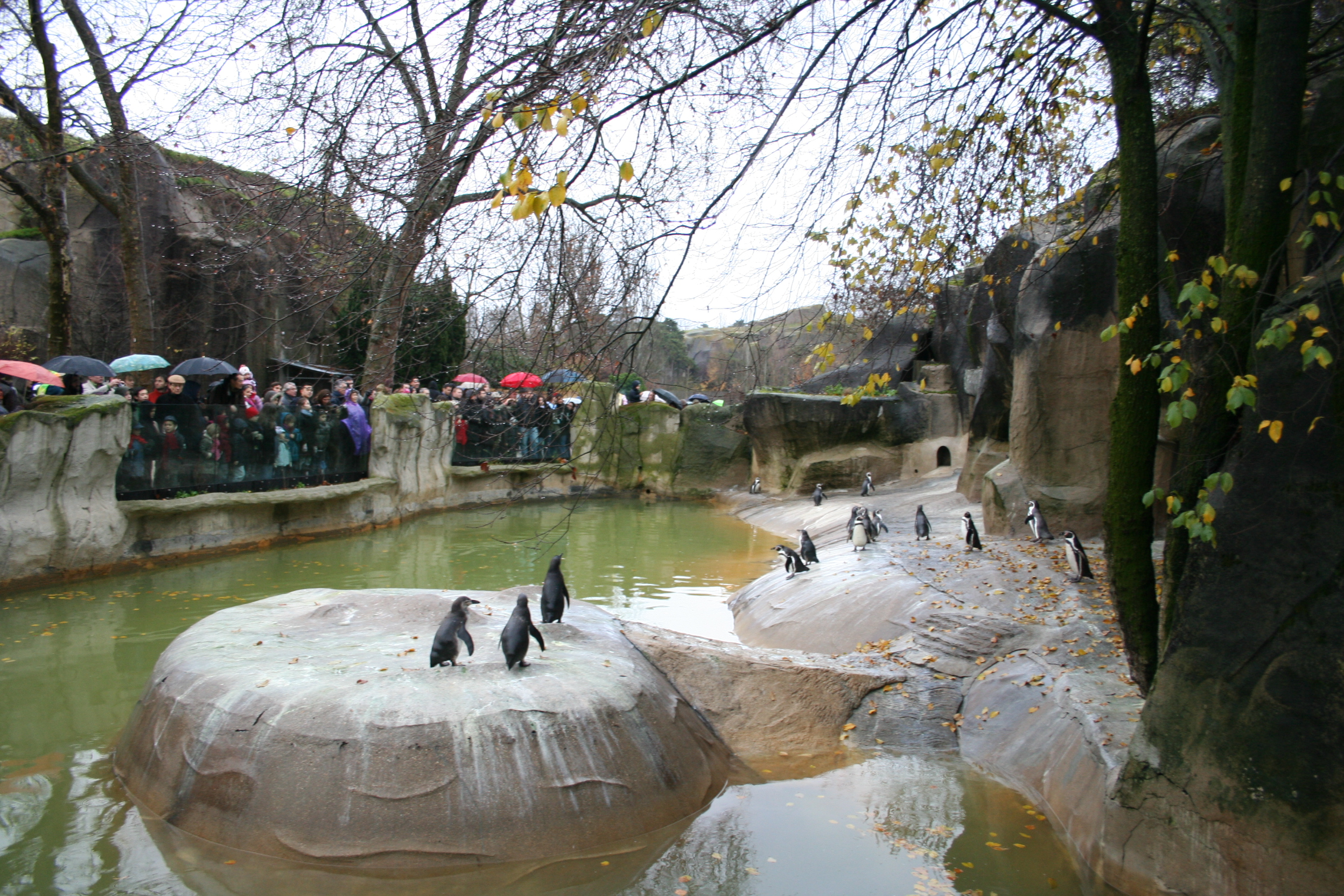
Enclos des manchots de Humboldt en 2008.
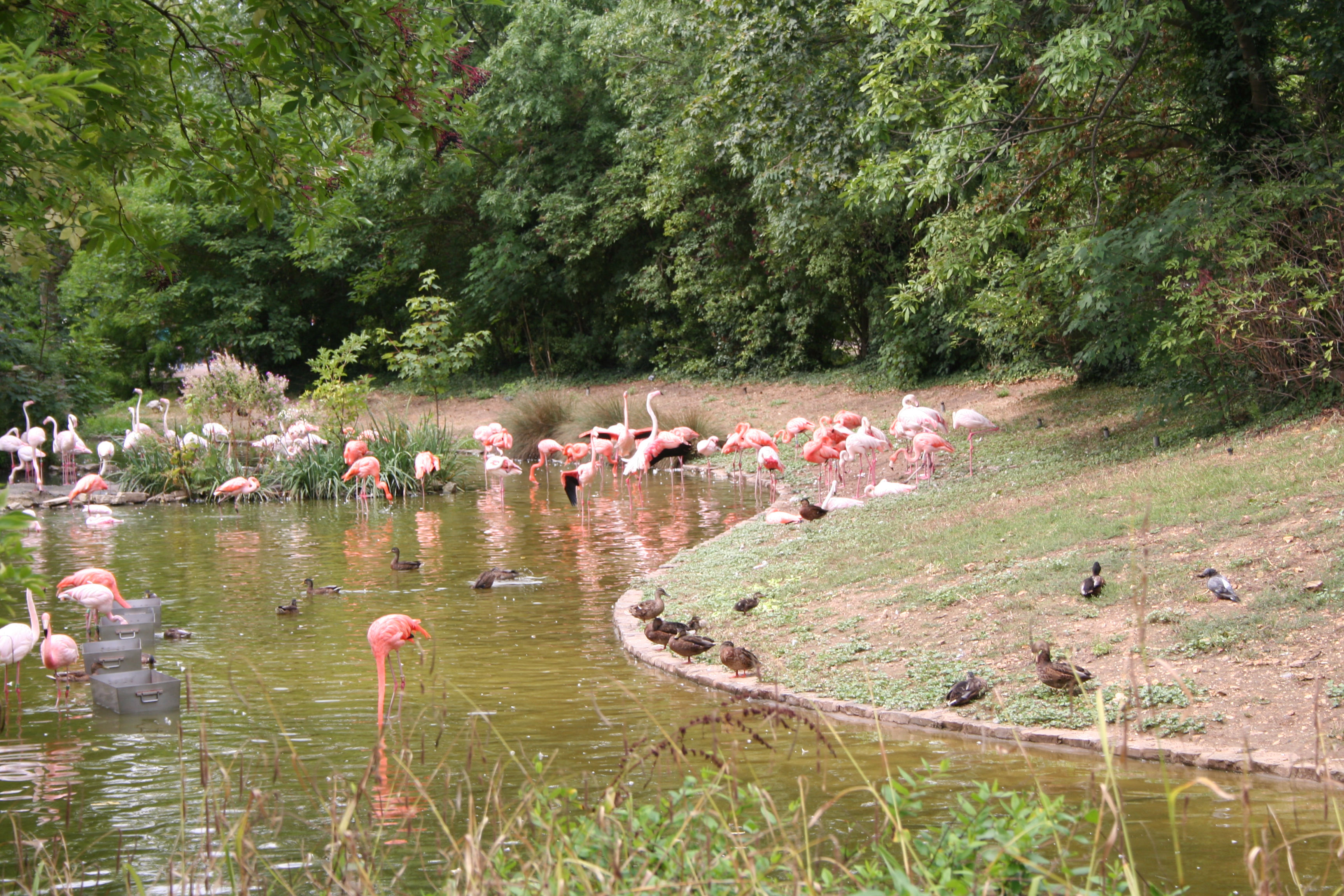
Flamants roses et oiseaux aquatiques en 2006.
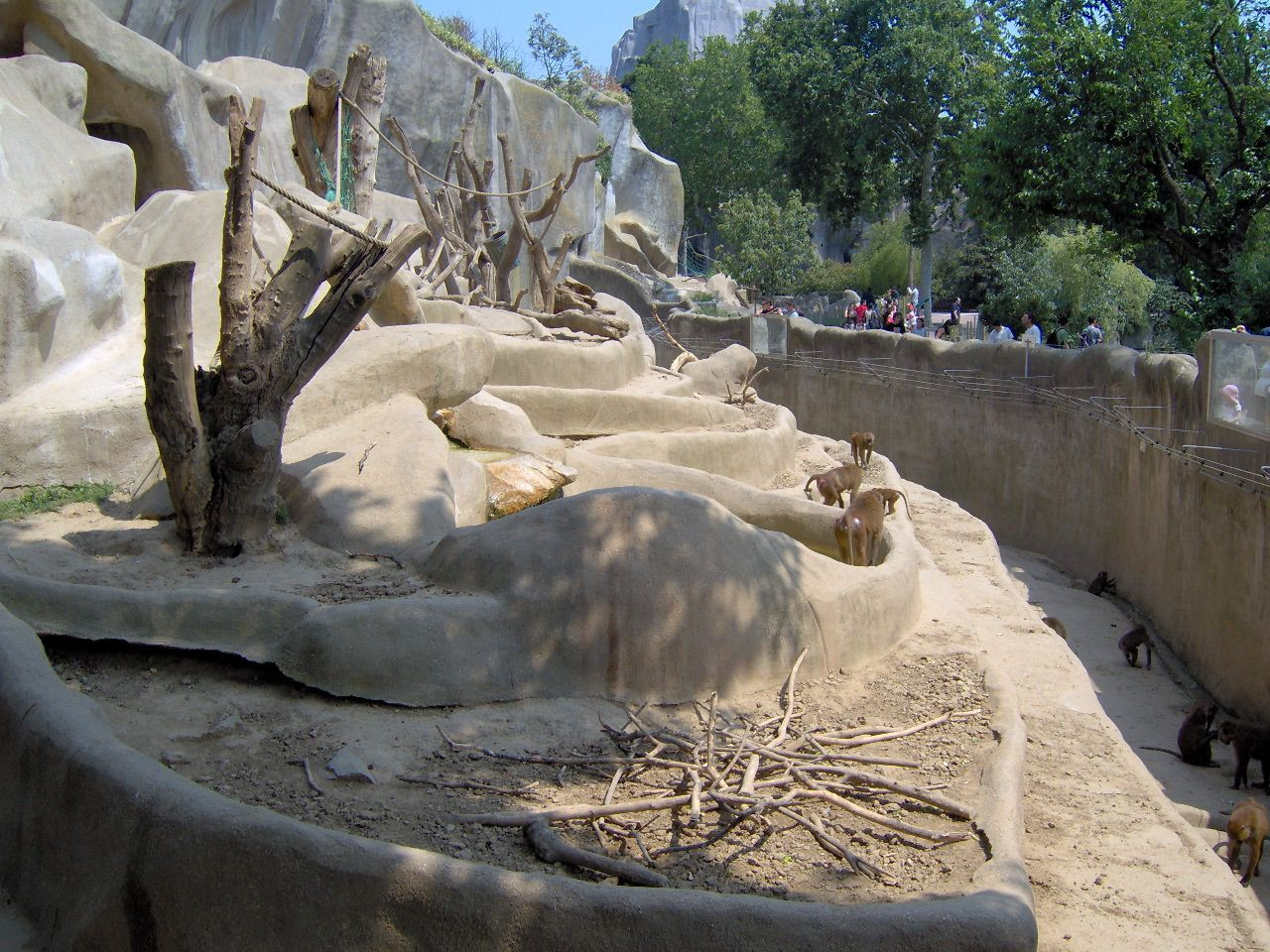
Enclos des babouins de Guinée en 2006.
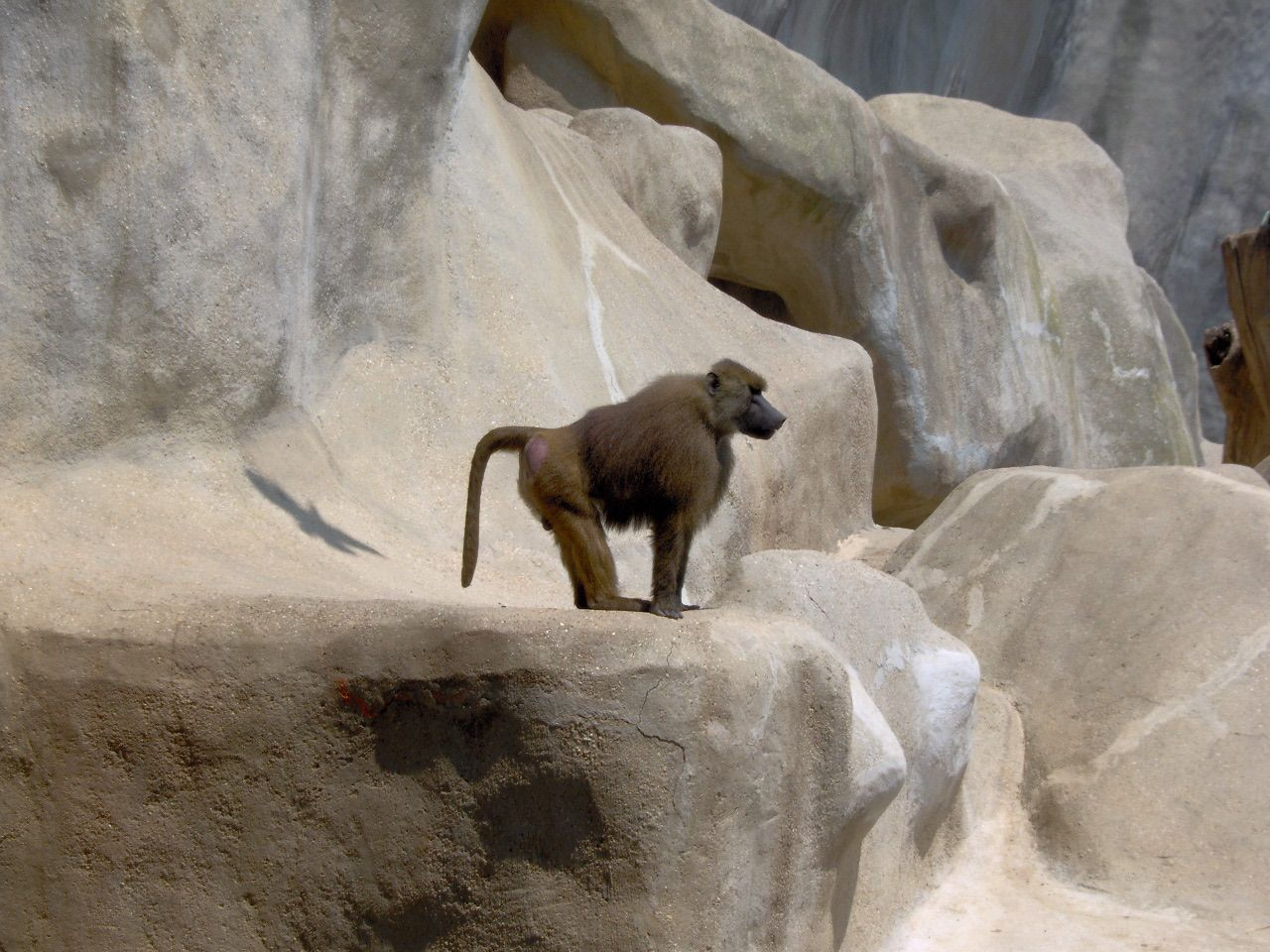
Babouin de Guinée en 2006.
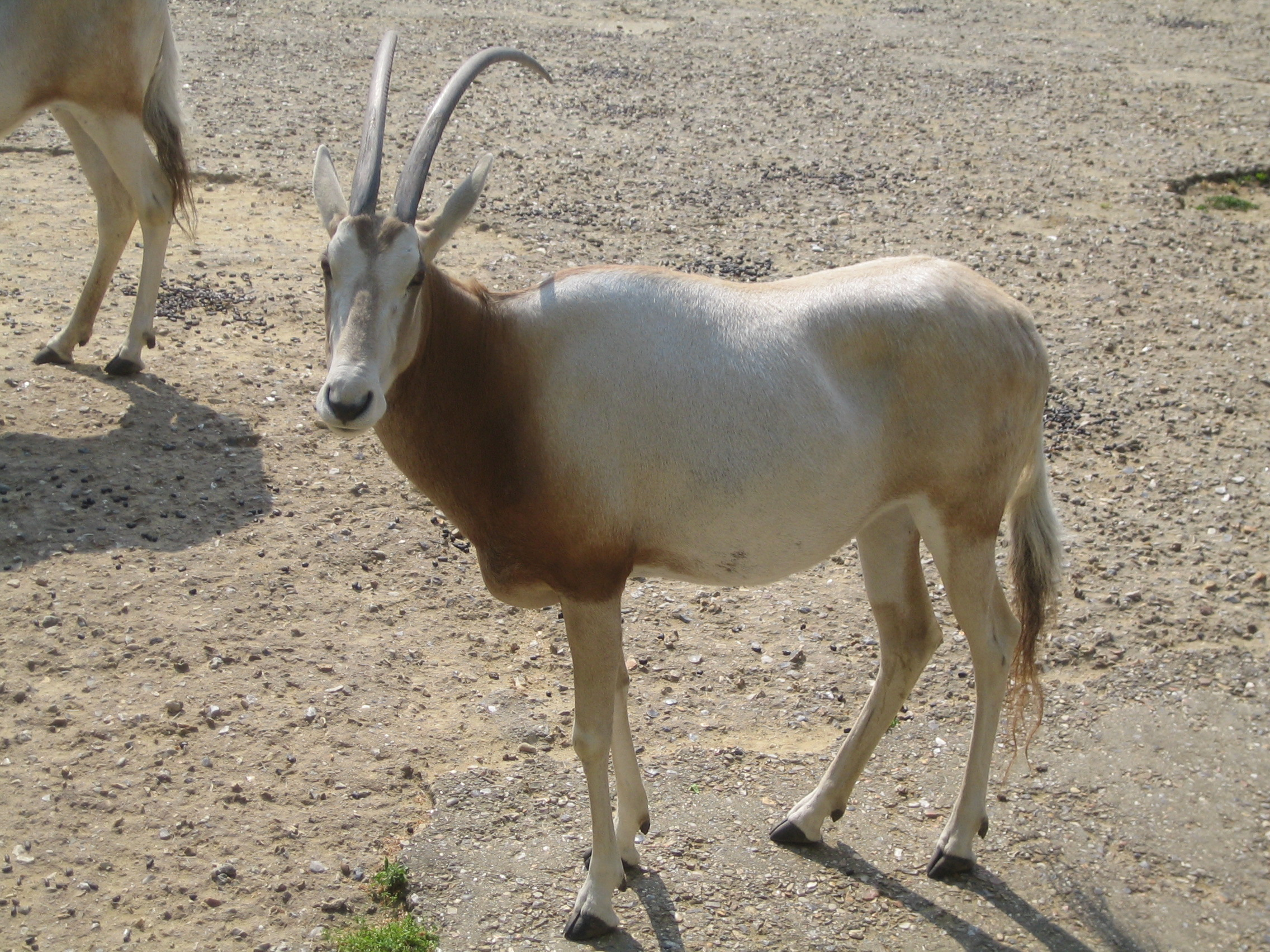
Oryx algazelle en 2007.

Après la rénovation
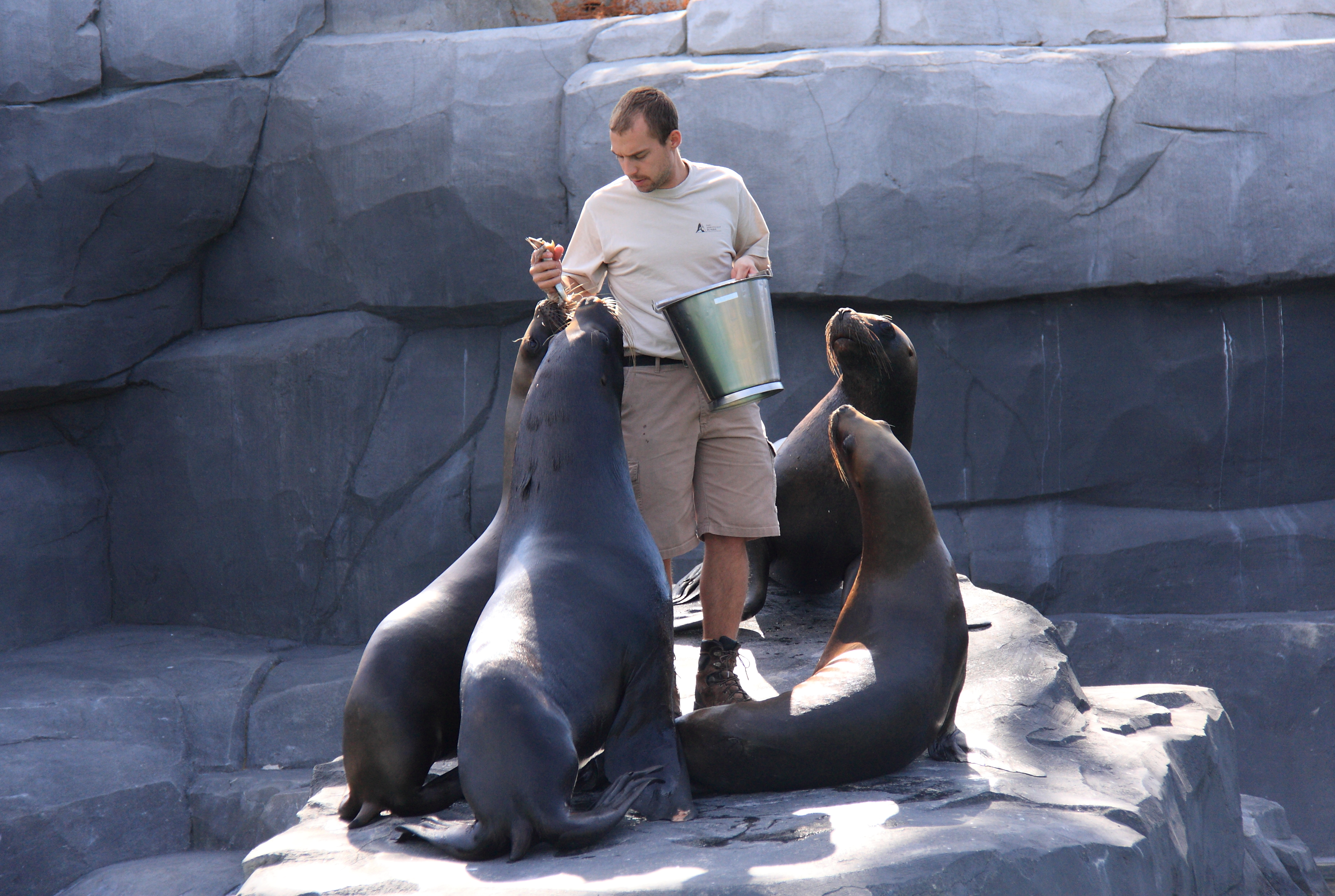
Otaries à crinière avec leur soigneur.
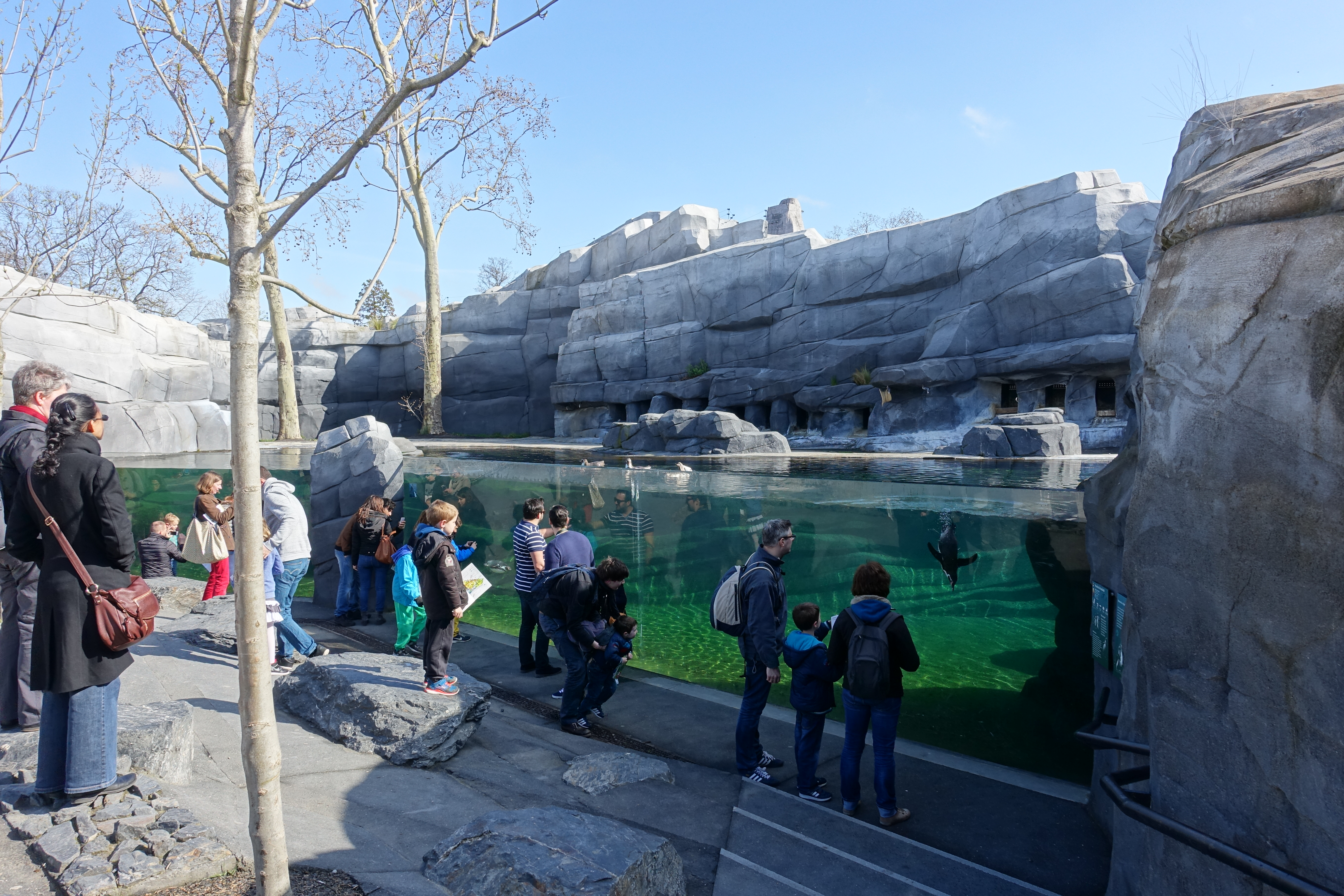
Bassin des manchots de Humboldt.
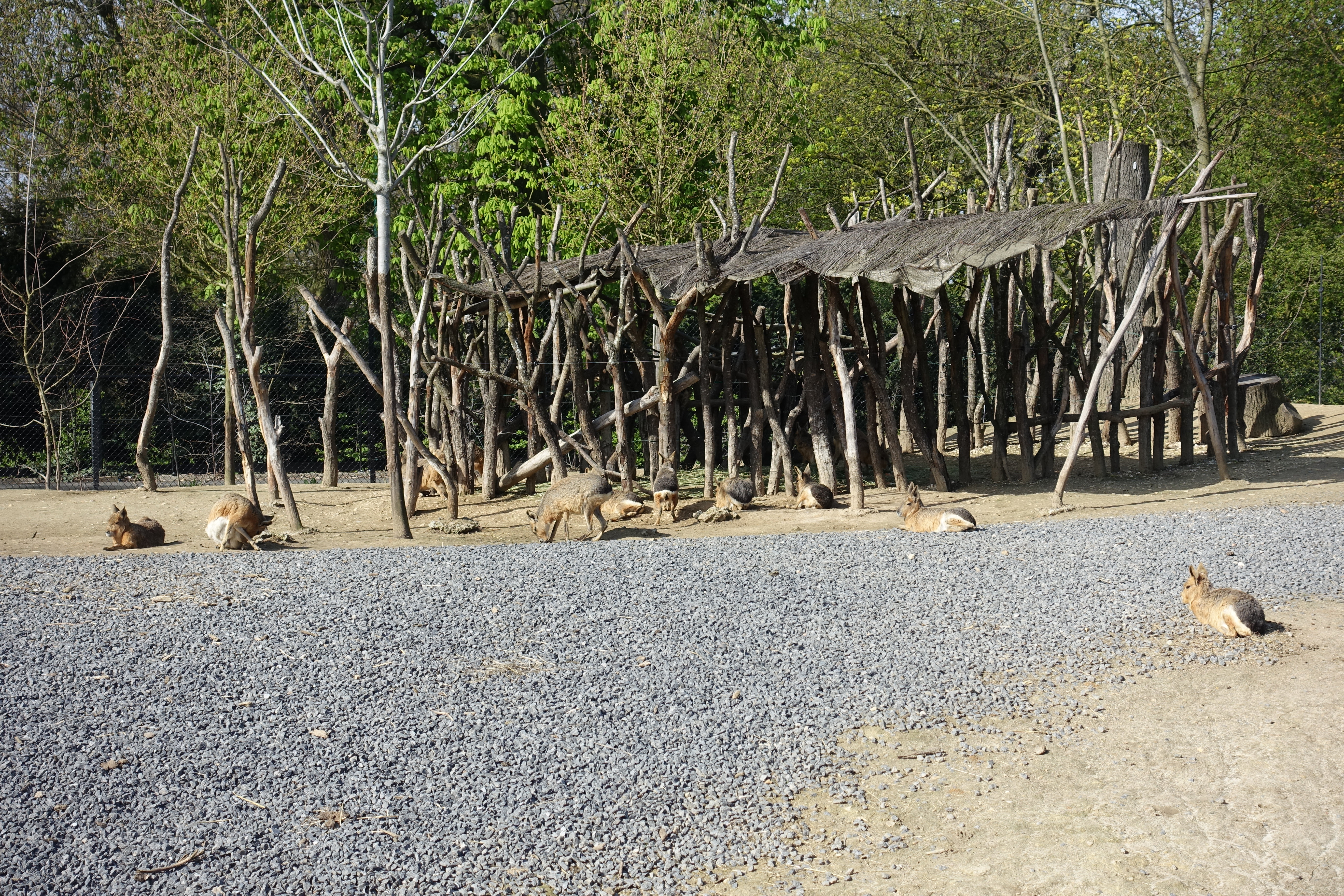
Enclos des maras.
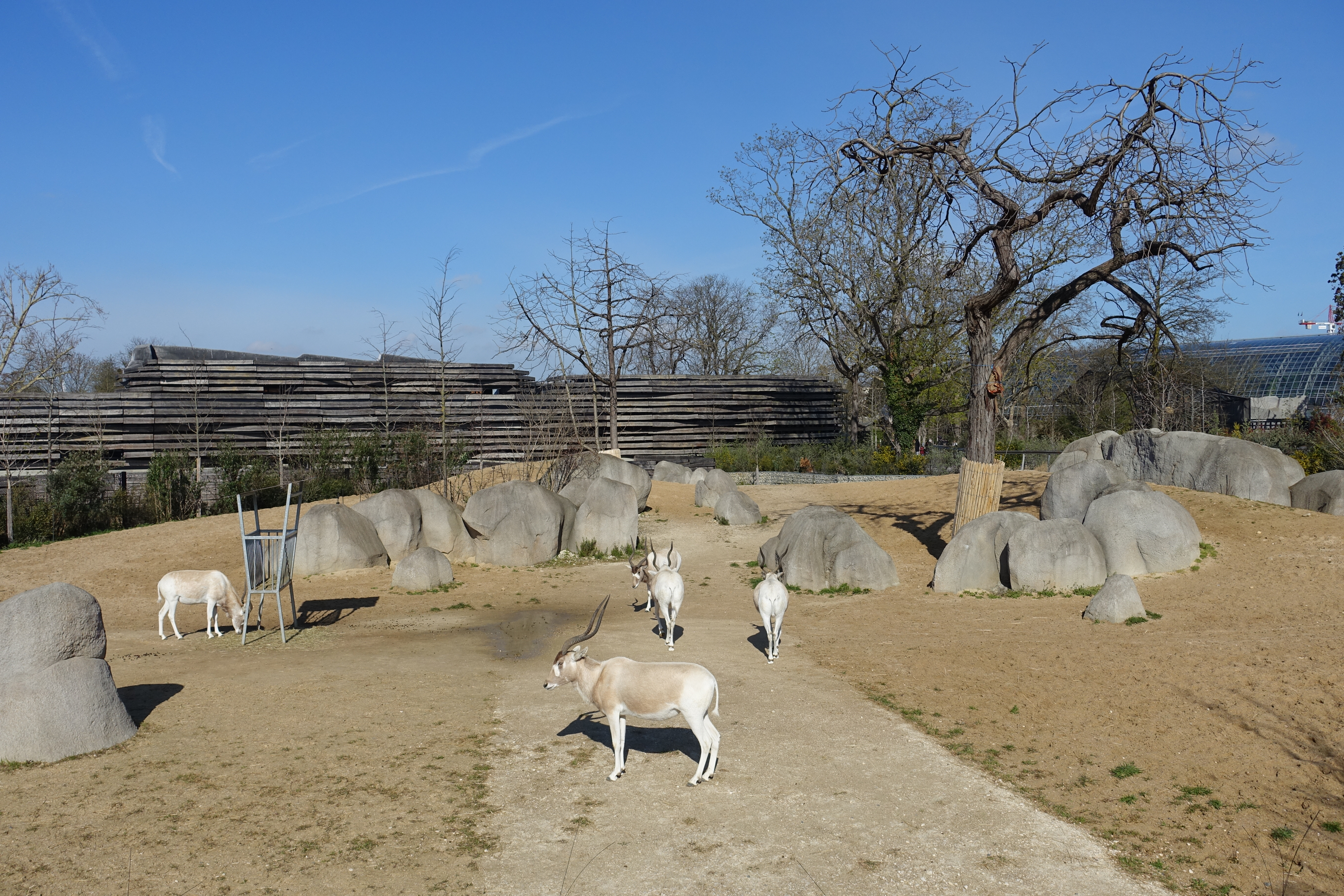
Enclos des Addax.
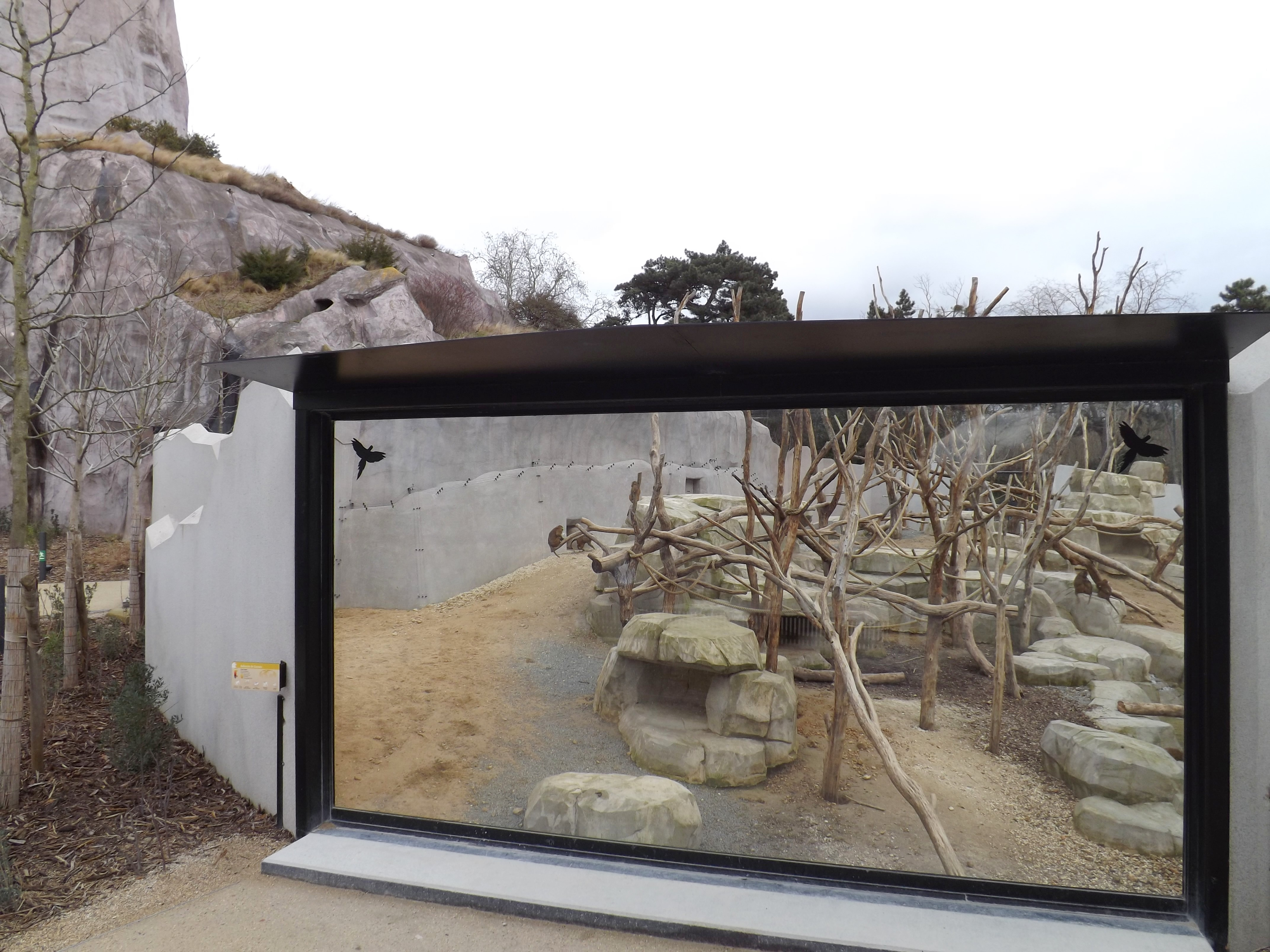
Enclos des babouins de Guinée.
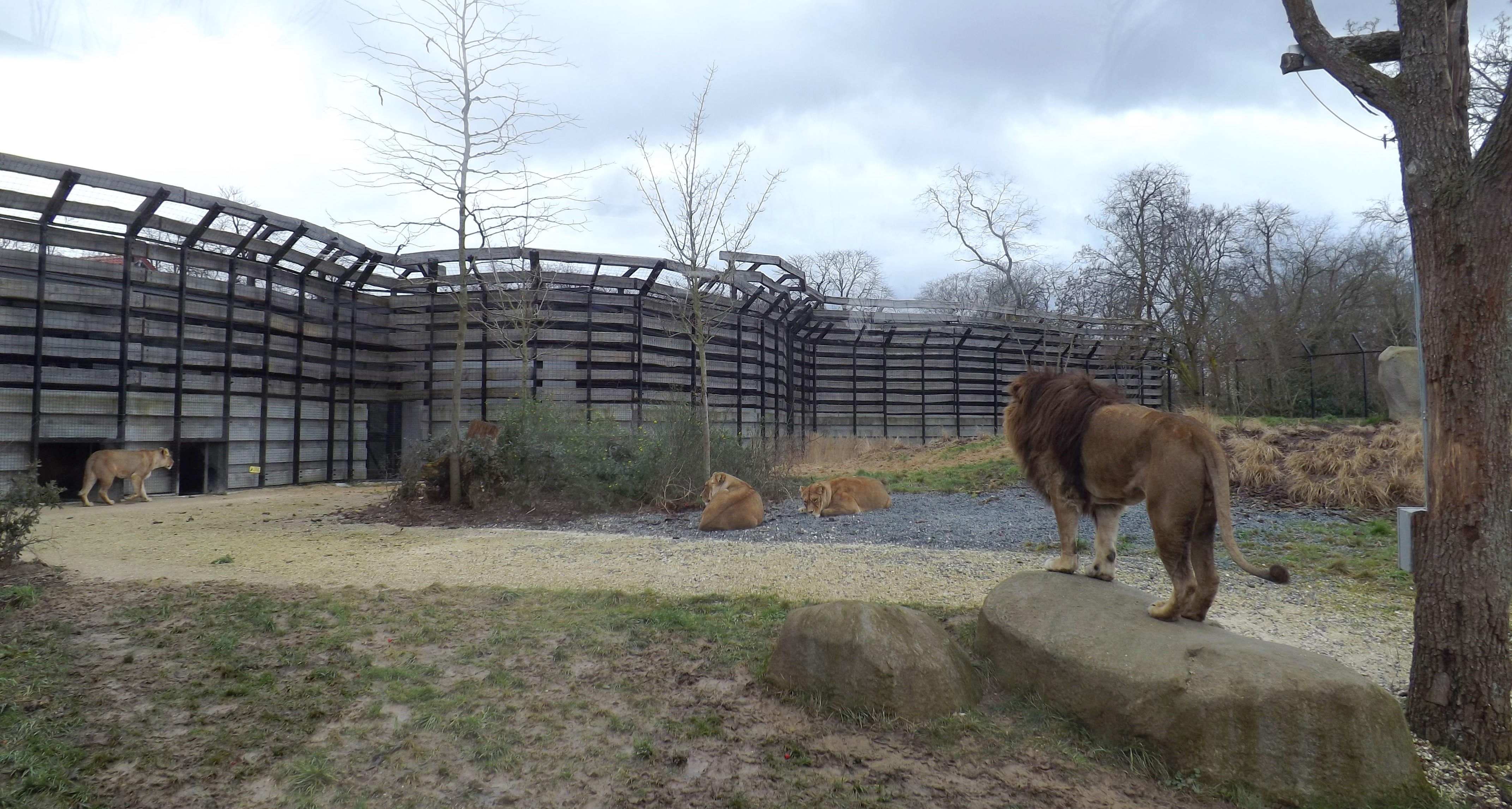
Enclos des lions.
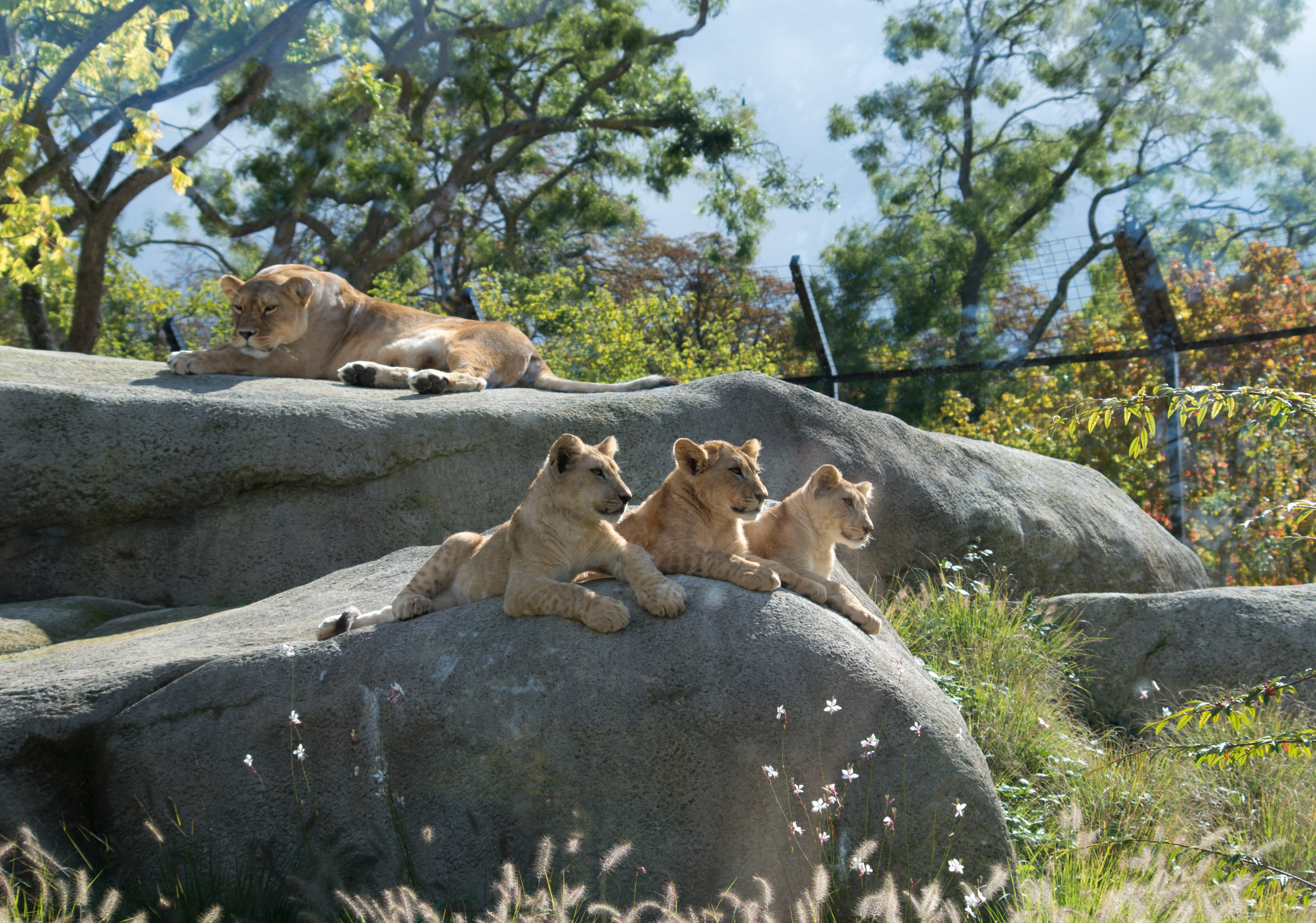
Lionne et ses lionceaux.
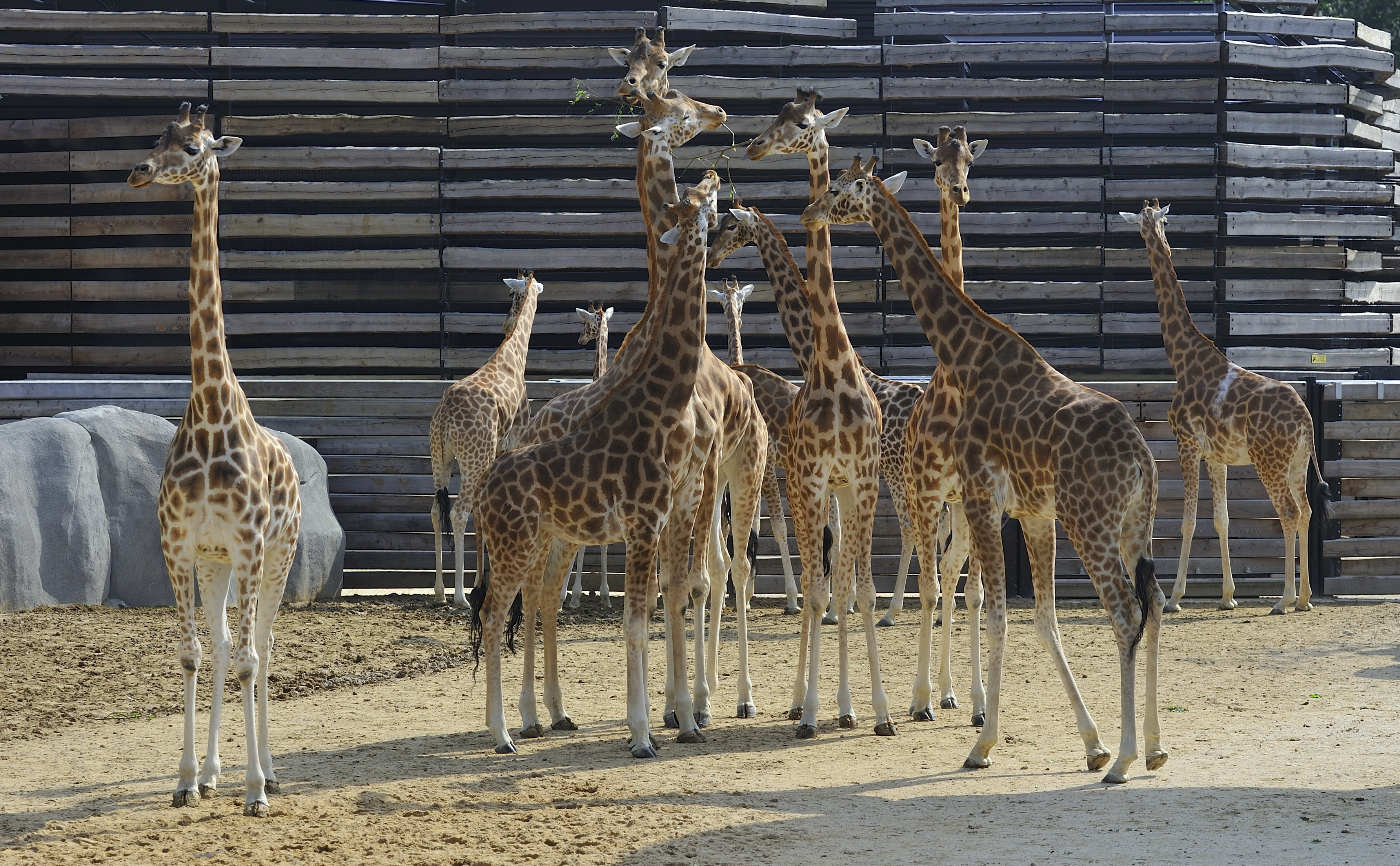
Troupeau de girafes.
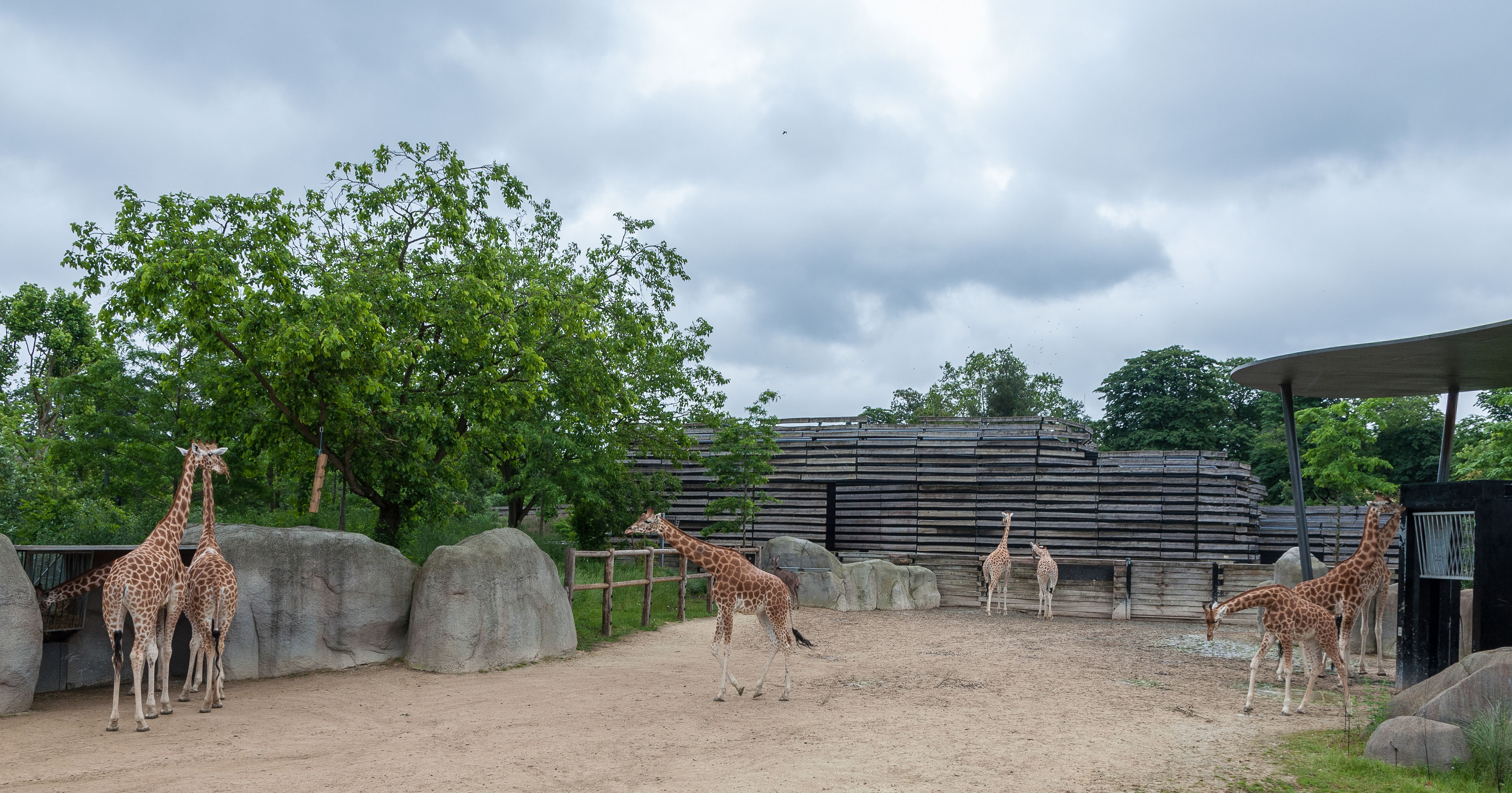
Pré-enclos des girafes.
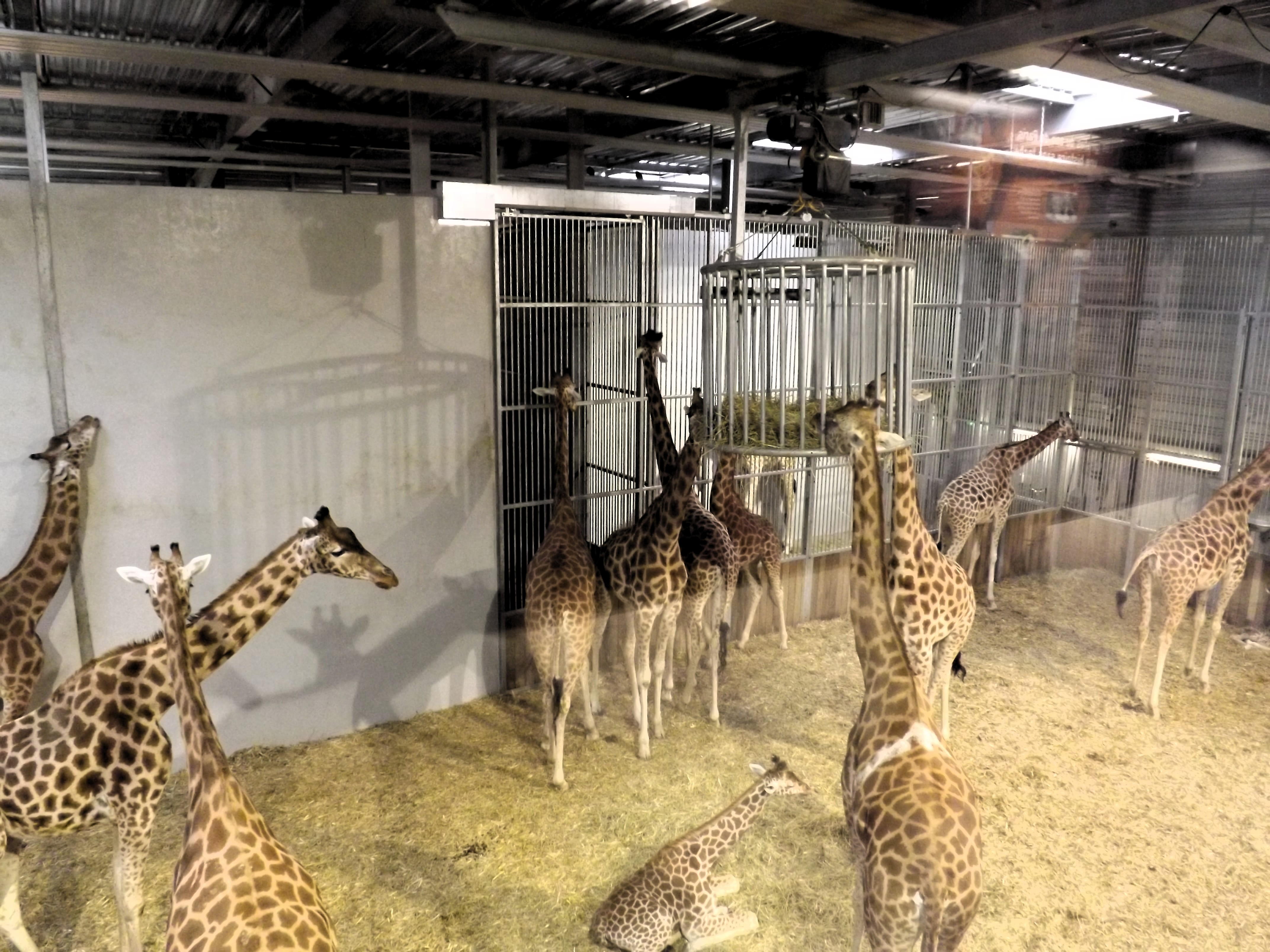
Maison des girafes.
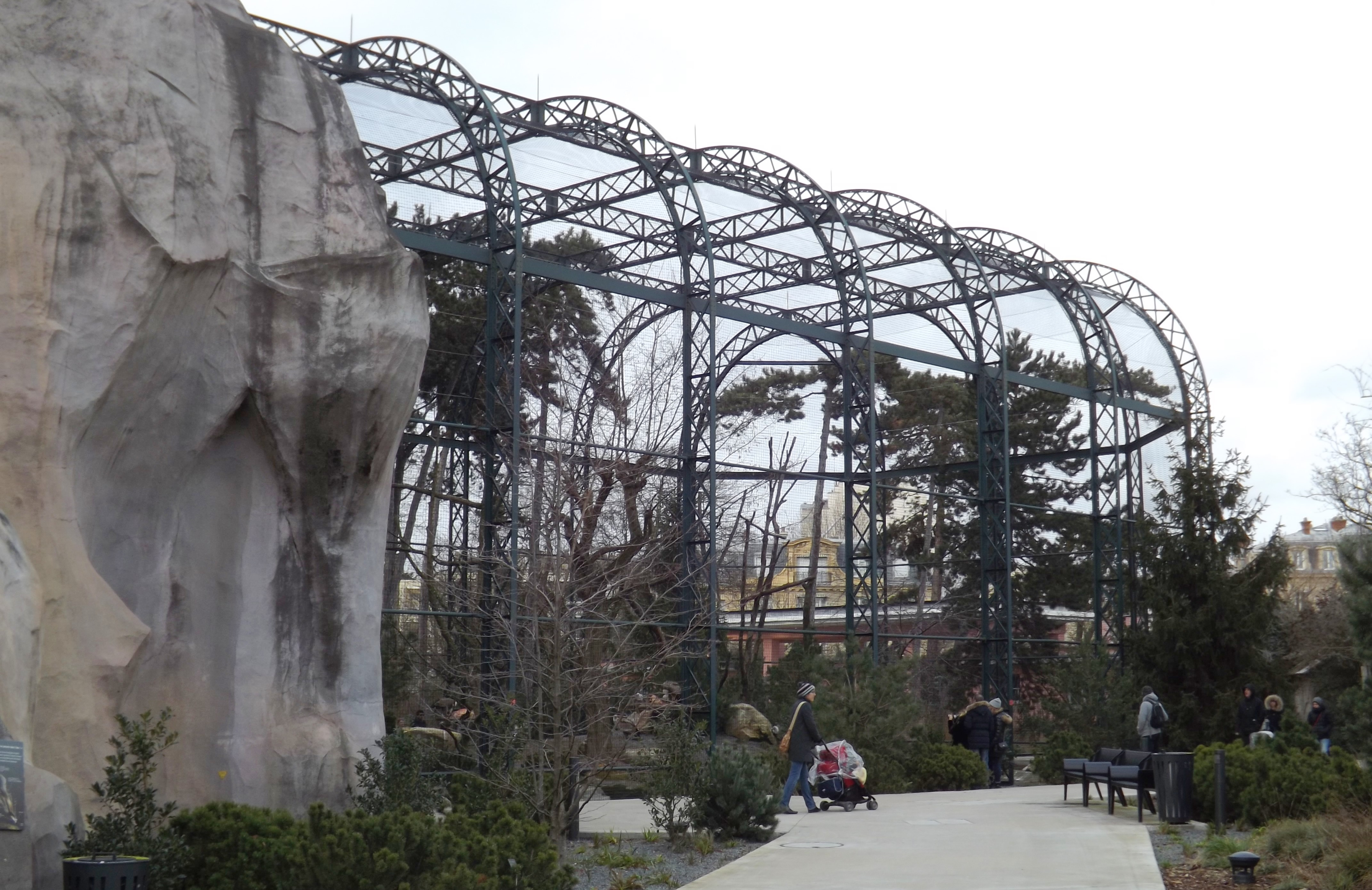
Volière des rapaces : vautours fauves, vautours moines, percnoptères et milans royaux.
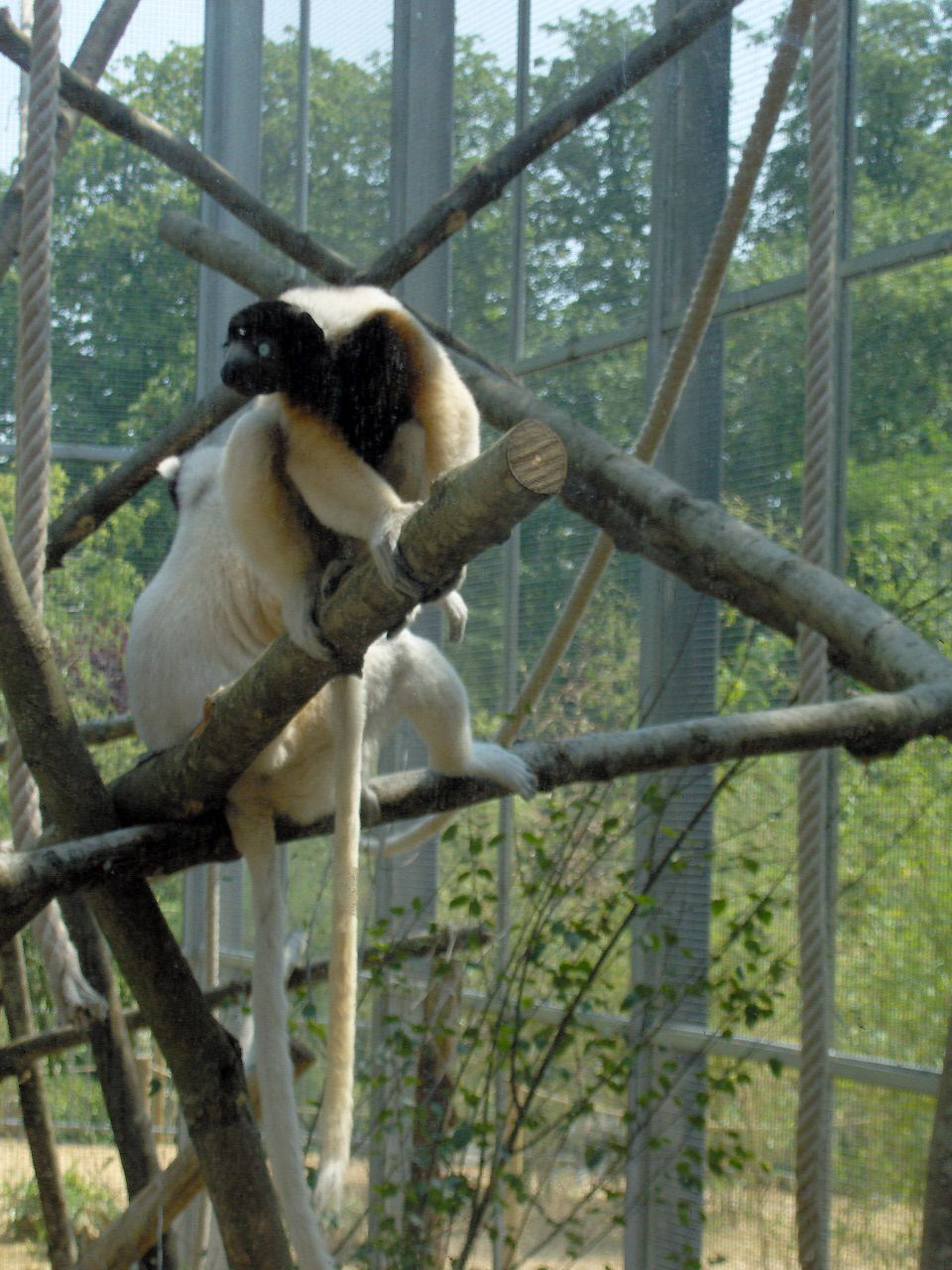
Propithèque couronné.
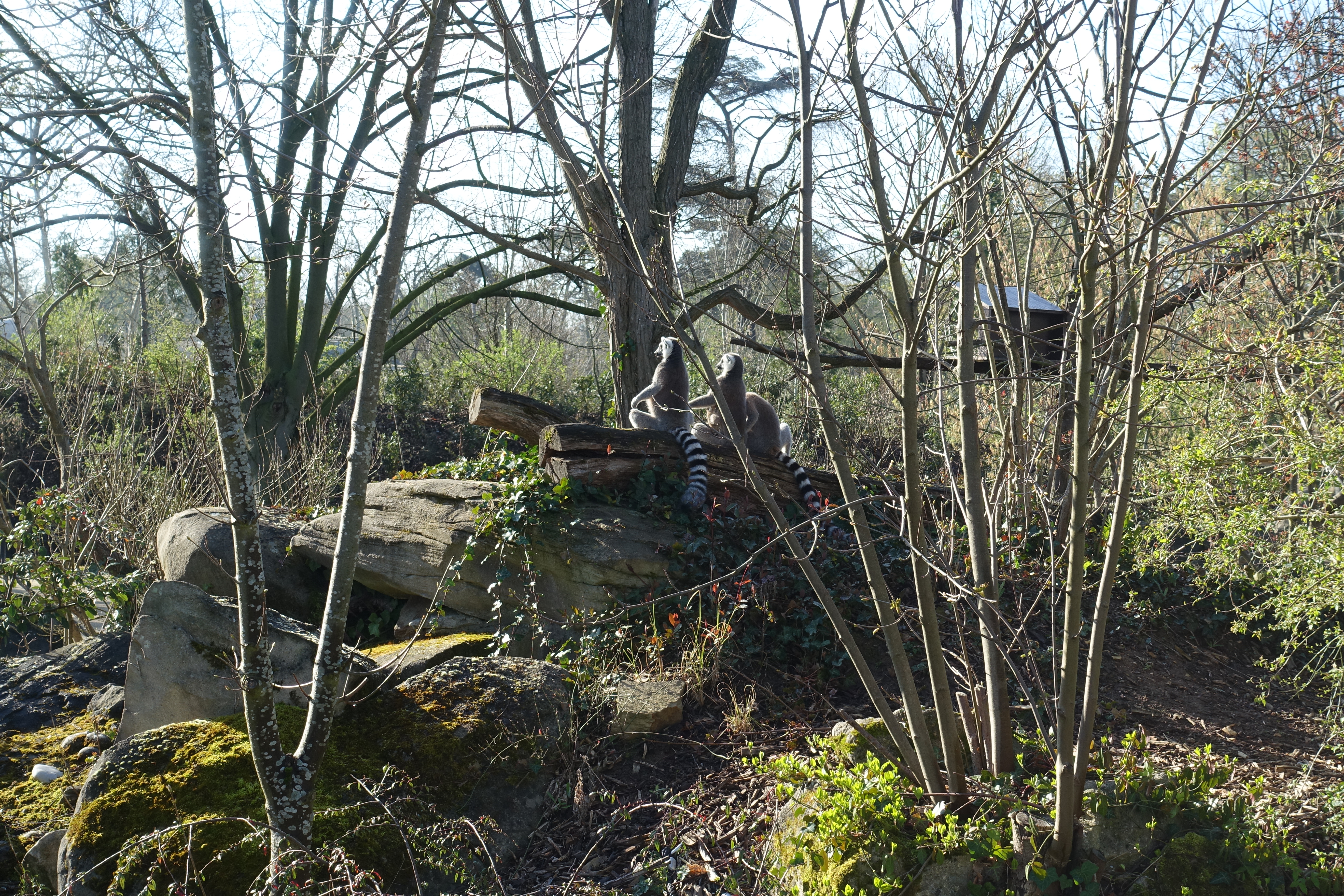
Enclos des lémurs catta.

### Aménagements
Les nouveaux bâtiments ont été réalisés par l'agence Bernard Tschumi urbanistes Architectes (BTuA) de Bernard Tschumi  avec Véronique Descharrières, et l'aménagement paysager par l' agence Osty et associés de Jacqueline Osty.
Au total, 797 arbres, soit la moitié, ont été conservés alors que 171 000 plants de 870 espèces, dont 3 800 dans la serre, et 2 258 arbres ont été plantés, soit une augmentation de 40 % de la surface végétalisée qui a désormais atteint sa pleine maturité. Le cheminement continu de 4,2 km est ponctué de cartels, de panneaux explicatifs et de points de rencontres, animés lors de sessions de 15 min environ par des médiateurs au moment des séances de nourrissage des animaux, notamment des grands carnivores. Des kiosques d'exploration, structures légères végétalisées et semi-ouvertes, situés à la sortie de chaque biozone, offrent des contenus complémentaires sur le quotidien du zoo et ses actions de recherche et de conservation à l'aide d'écrans vidéo muraux, de tables tactiles et de supports d'information. Ces aménagements sont complétés par 4 salles pédagogiques, équipées de tableaux interactifs, qui permettent d'accueillir des groupes scolaires ou associatifs pour des activités ludo-éducatives qui sensibilisent au respect de l'environnement,à  la biologie des espèces et à la protection de la biodiversité. Le parcours s'achève à son point de départ par une librairie-boutique. On trouve aussi des consignes, un service de prêt de fauteuils roulants et de poussettes, ainsi qu'une salle de 100 places pour séminaires et conférences. Le parc est doté de deux restaurants, l'un situé dans le bâtiment d'entrée, l'autre dans le bâtiment avec une terrasse donnant sur la plaine Sahel-Soudan et le Grand Rocher. Quatre kiosques de restauration rapide et des points de restauration ambulante sont également répartis sur le parcours, ainsi qu'une aire de pique-nique.

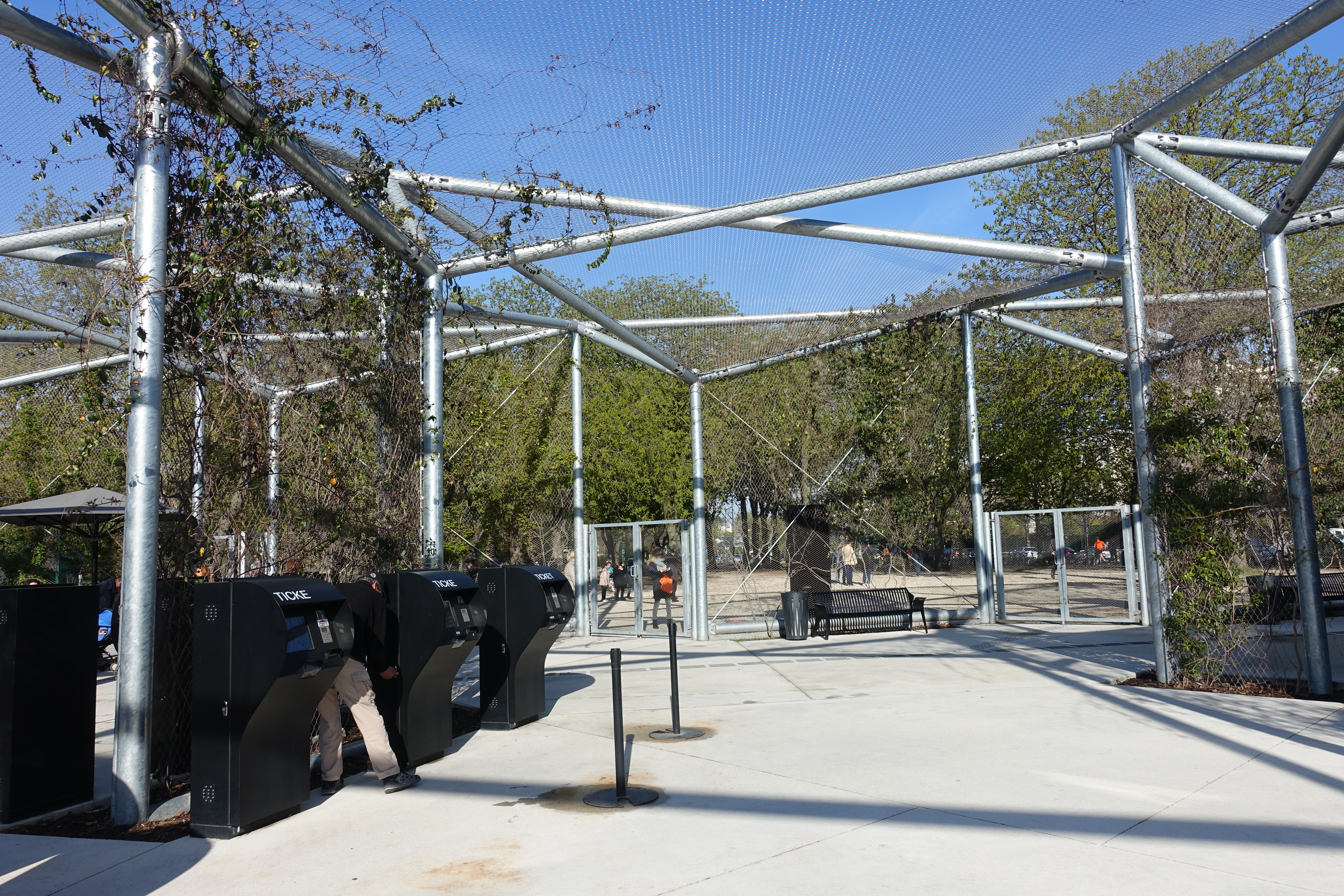
La nouvelle entrée du zoo.
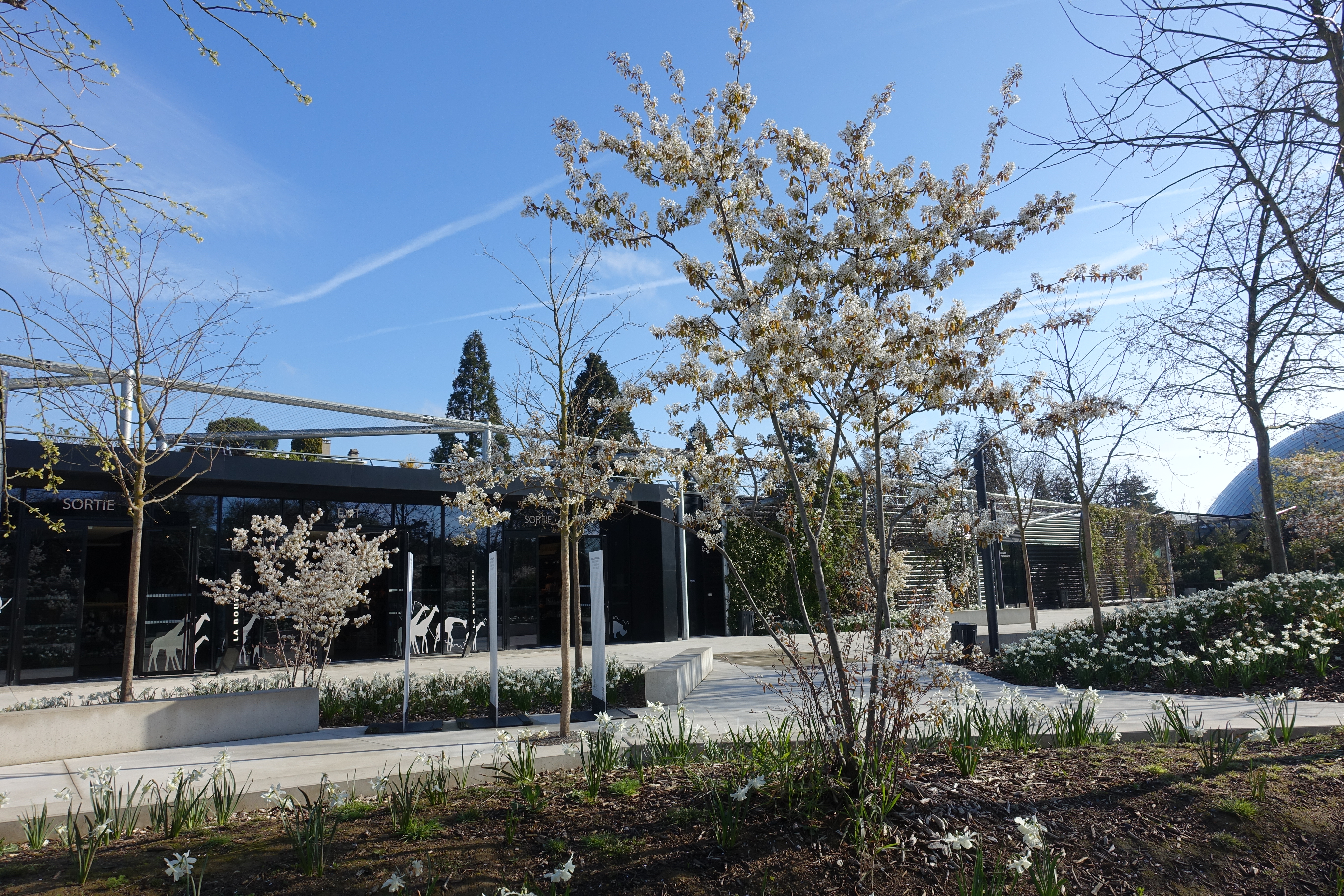
La boutique.
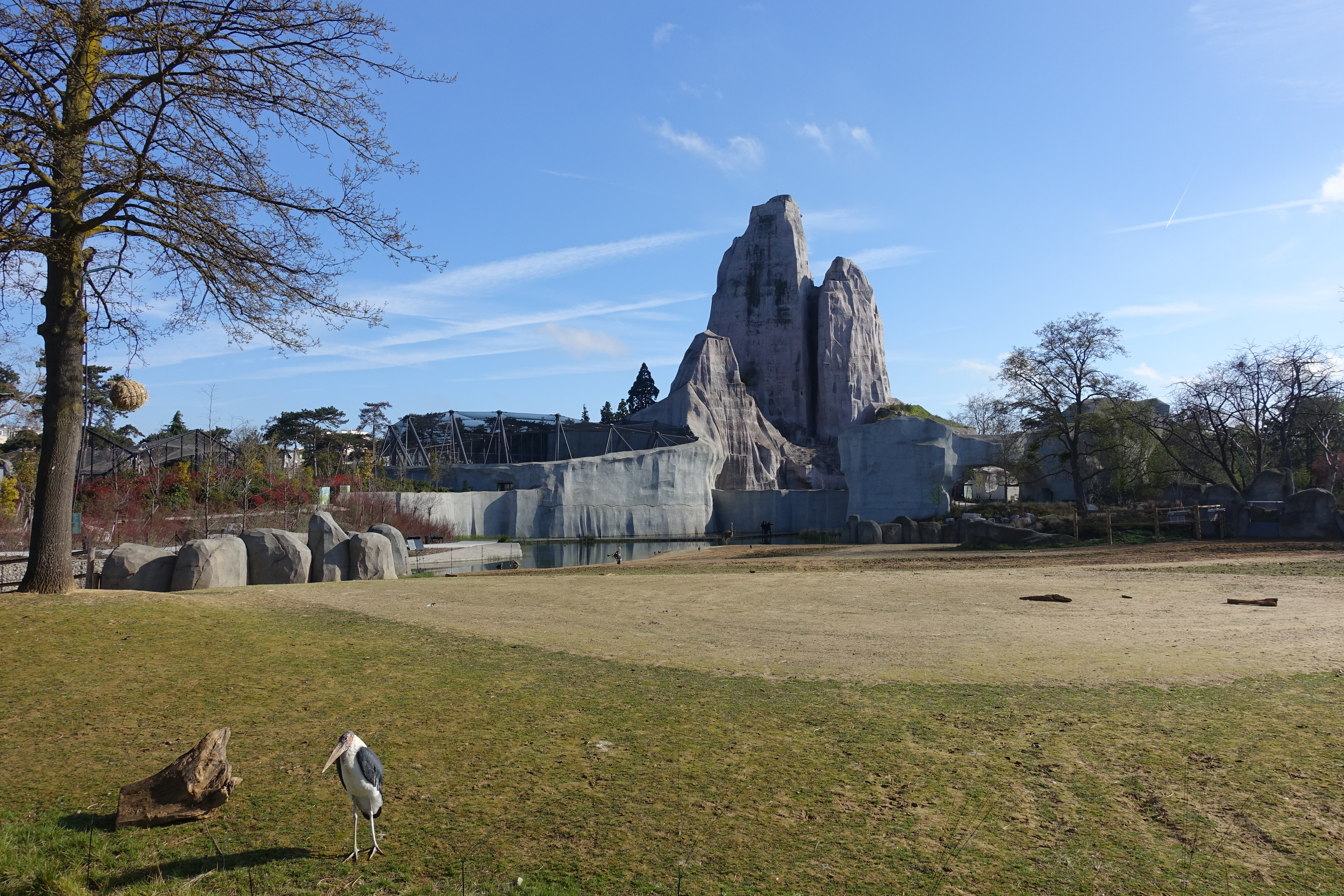
Le Grand Rocher.
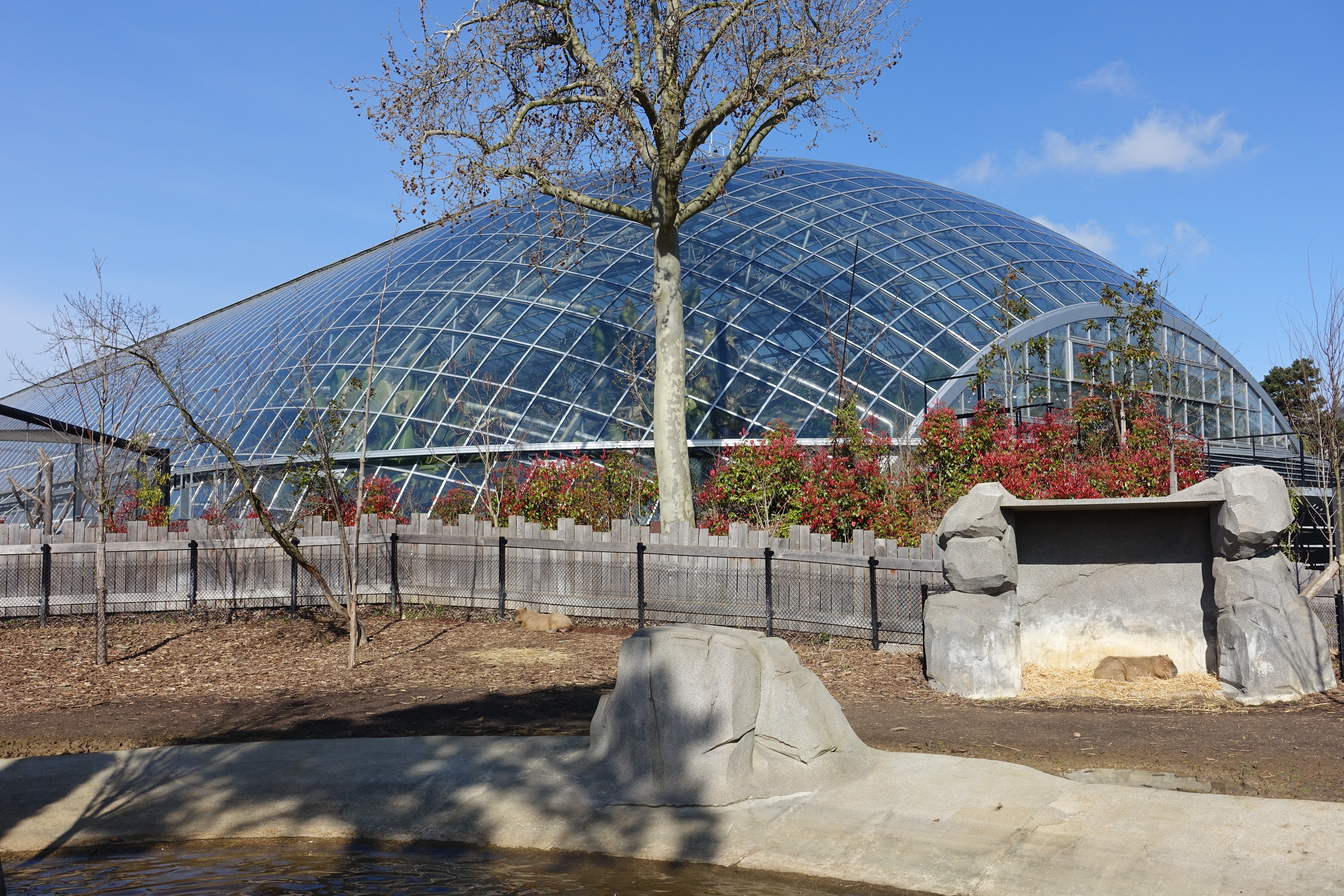
La Grande Serre.

### Reproduction, conservation et soins
En 2019, le Parc zoologique de Paris participe à 56 programmes européens pour les espèces menacées (EEP) et registres généalogiques européens (ESB ou European studbooks), représentant un quart des espèces du parc, contre 44 EEP et 19 ESB à sa réouverture. Pour les lémuriens, il assure en particulier le programme de reproduction de cinq espèces gravement menacées et fait figure de référence mondiale depuis les années 1990. Le Muséum mène en effet des actions dans une dizaine de réserves de Madagascar, en particulier la réserve forestière d'Antrema et l'aire protégée de la communauté Sakalava,. Il participe également au programme de réintroduction du lamantin en Guadeloupe, dans la baie de Grande Anse, en apportant un support scientifique accompagnant les scientifiques locaux, ainsi qu' à la préservation du patrimoine génétique du puma de Patagonie.
Depuis sa vaste rénovation et sa réouverture en 2014, de nombreuses naissances ont eu lieu dans le parc:  jaguars, otaries, girafes, lions de l'Atlas, manchots, grenouilles, fossas, lynx, babouins, caméléon, tapir, puma, glouton, pudu, suricates, lémuriens, serpents, flamants roses.
La clinique vétérinaire est une véritable structure hospitalière conçue pour soigner les animaux du zoo et s'adapter à leurs spécificités, notamment de taille. D'une surface de 250 m2, elle contient une zone de soins (chirurgie, imagerie), une zone d'hospitalisation et une zone d'analyse. Le parc comporte cinq cuisines, la principale étant essentiellement occupée par des zones de stockage spécifiques comprenant huit chambres froides pour les viandes, poissons, végétaux et une chambre froide dotée d'un bassin dans lequel sont stockés des bambous pour les lémuriens.
En tant que membre de l'Association européenne des zoos et aquariums (EAZA), le zoo est coordinateur de cinq programmes européens pour les espèces menacées (EEP) : grand hapalémur (en danger critique d'extinction), vari à ceinture (en danger critique d'extinction), propithèque couronné (en danger), babouin de Guinée (quasi-menacée) et loutre d'Europe (quasi-menacée).
Il est également membre de l'Association mondiale des zoos et aquariums (WAZA).

### Fréquentation
Le week-end de réouverture du zoo du 12 avril 2014 connait un fort succès avec une affluence de 25 000 visiteurs ; 150 000 billets avaient été pré-vendus en ligne.
Les prévisions du nouveau parc sont alors d'évoluer pour attirer quelque deux millions de visiteurs au total au cours de la première année, puis 1,4 million en année de croisière contre 800 000 à un million quelques années avant sa fermeture. Pour relever ce défi, le parc diffuse largement dans le public les notions de bien-être animal et de biome, qui ont présidé à sa rénovation? Ces notions sont également mises en œuvre dans certains zoos de France et du monde qui privilégient les vastes enclos, comme la réserve zoologique de la Haute-Touche, créée dès 1958 par le Muséum sur 500 ha. Egalement ouvert en nocturne un jour par semaine en juin et juillet, le parc a accueilli son millionième visiteur en cinq mois, son 1,5 millionième en huit mois  et 1 541 218 visiteurs en 2014. Néanmoins, la fréquentation s'avère très inférieure aux prévisions. En 2015, le parc accueille seulement 911 000 visiteurs, alors que 1,7 million était nécessaire pour assurer l'équilibre financier selon le budget prévisionnel. En 2016, la baisse de fréquentation, également affectée par les attentats de 2015, se prolonge avec 766 000 entrées . En juin et juillet 2016 est inaugurée l'ouverture en nocturne du zoo, tous les jeudis jusqu'à 22 h 30, avec entrée gratuite à partir de 21 h 30. Forte de son succès, cette initiative est renouvelée les années suivantes.

### Tarifs d'entrée
En 2014, pour la réouverture, le ticket d'entrée plein tarif passe de 6 € avant la rénovation, à 22 €, ce qui correspond à la moyenne haute des zoos européens (31 € au zoo de Londres, 26 € au ZooParc de Beauval), et l'abonnement annuel coûte 40 € pour les 3-11 ans, 55 € pour les 12-25 ans et 65 € pour les adultes.
En 2018, le zoo décide de baisser ses tarifs. L'entrée à tarif plein baisse de 2 €, soit 20 €, et le forfait annuel pour adulte baisse de 5 €, soit 60 € pour les plus de 13 ans, tandis que celui pour enfants (3 à 12 ans) baisse de 10 € et passe à 45 €.

### Conditions de réouverture et rapport de la Cour des comptes
En 2014, des visiteurs sont déçus de trouver certains enclos vides. En effet, le rhinocéros blanc, les pumas, les guanacos et des reptiles n'étaient pas encore présents parmi les 180 espèces à la réouverture, et d'autres animaux, présents mais pas encore familiarisés avec leur nouveau territoire, restaient cachés, comme les otaries à crinières,.
Dans son rapport annuel  de 2017, la Cour des comptes s'intéresse au Muséum national d'histoire naturelle et fait état d'une « situation financière alarmante », notamment du fait de « choix stratégiques imprudents ». Le montage financier de la rénovation du Parc zoologique de Paris via un Partenariat Public-Privé (PPP), piloté notamment par le groupe Bouygues, est cité comme l'une des causes de cette situation. Pour rembourser les travaux (167 millions d'euros dont 10 du Muséum, 30 de l'État et 127 du privé qu'il faut rembourser sur 25 ans), les tarifs ont presque quadruplé par rapport à ceux de l'ancien zoo. Le coût du remboursement des 127 millions d'euros avancés par le privé s'élève pour le Muséum à 20 millions d'euros par an, alors que les recettes de fonctionnement sont évaluées (sur la base de la fréquentation 2015) à seulement 12,6 millions annuels, soit un déficit structurel de 7,4 millions d'euros par an.
Les magistrats de la rue Cambon avancent que ce déficit tient principalement à la faible fréquentation au regard des prévisions retenues lors de la préparation du partenariat public-privé (912 000 visiteurs au lieu de 1,7 million en 2015). Il est précisé que des hypothèses de fréquentation surestimées ont été retenues par « volonté de présenter un niveau de recettes suffisant pour équilibrer le montage financier ». De plus, la fréquentation du parc a pâti d'un  bouche-à-oreille négatif à l'ouverture. Celle-ci a en effet été trop précoce compte tenu des retards de chantier, d'où une déception chez les premiers visiteurs, tous les animaux n'étant pas arrivés et d'autres n'étant pas visibles dans les enclos (problèmes non anticipés malgré les craintes exprimées par les salariés). Malgré la résolution de ces problèmes depuis, les retours négatifs initiaux ont constitué un « handicap difficile à surmonter par la suite ».
D'après la Cour des comptes, les visiteurs considèrent le tarif d'entrée trop élevé compte tenu de l'offre proposée. En effet, afin de privilégier le bien-être animal, le parc a fait le choix de renoncer à certaines espèces emblématiques nécessitant de larges espaces. La directrice du zoo, Sophie Ferreira Le Morvan, et Thomas Grenon, directeur du Muséum, justifient ce choix par le fait que les éléphants, les ours, les tigres et les grands primates ne peuvent être présentés dans des espaces non conformes à leurs besoins, la même politique étant déjà appliquée à la ménagerie du Jardin des plantes.
Enfin, la Cour des comptes cite les attentats de 2015 et le plan Vigipirate comme une autre cause possible de la faible fréquentation cette année-là, notamment pour les groupes scolaires.

## Associations de soutien au zoo
Deux associations soutiennent le zoo de Vincennes dont la SECAS (Société d'Encouragement pour la Conservation des Animaux Sauvages), fondée en 1938 sous l'impulsion du premier directeur du parc zoologique de Paris, Achille Urbain. En 2004, Patrick Beaudouin fonde Le printemps des animaux, association pour le renouvellement du zoo et son soutien, parrainée par l'actrice Corinne Touzet et l'humoriste Smaïn.
Le zoo reçoit aussi le soutien de l'ARBVE (Association pour la Rénovation du Bois de Vincennes et de ses Environs), basée à Saint-Mandé,.

## Accès en transport en commun
Le Zoo de Vincennes est accessible par la ligne 8 du métro, station Porte Dorée, à 7 minutes à pied. L'accès est aussi possible par le tramway T3a depuis la station Porte Dorée ainsi que par le bus 46.

## Dans la culture populaire

### Cinéma
- 1966 : La Grande Vadrouille — La scène de la chute d'un parachutiste anglais dans le bassin aux phoques y est tournée en août 1966.
- 1982 : Le père Noël est une ordure  — La scène finale du film y a été tournée[57] et fait d'ailleurs apparaître les premiers signes de dégradation du zoo[source insuffisante][58].
- 2007 : Seuls Two, avec Éric et Ramzy — Une scène du film a été tournée au pied du Grand Rocher.
- 2010 : Les Aventures extraordinaires d'Adèle Blanc-Sec — Une bonne partie du film a été tournée au parc zoologique de Paris.
- 2013: Queen of Montreuil[59]
- 2017: Épouse moi mon pote
- 2024: En tongs au pied de l'Himalaya

### Musique
- Bénabar consacre une chanson au parc dans son album Les risques du métier. La chanson s'intitule tout simplement Le zoo de Vincennes.